# اداره (مجموعه تلویزیونی آمریکایی)
اداره یا آفیس (به انگلیسی: The Office) مجموعهٔ تلویزیونی آمریکایی در ژانر مستندنما و کمدی موقعیت است که زندگی روزمرهٔ گروهی از کارمندان در شرکت خیالی داندر میفلین شعبهٔ اسکرانتون، پنسیلوانیا را به تصویر می‌کشد. این مجموعه از ۲۴ مارس ۲۰۰۵ تا ۱۶ مه ۲۰۱۳ در شبکهٔ ان‌بی‌سی پخش شد که شامل ۹ فصل و ۲۰۱ قسمت بود. این مجموعه بر پایهٔ مجموعهٔ بریتانیایی با همین نام ساخته شده‌است. ساخت این اقتباس را، گرگ دنیلز که پیش‌تر در پخش زندهٔ شنبه شب، پادشاه تپه و سیمپسون‌ها فعالیت می‌کرد، برای این شبکهٔ تلویزیونی آمریکایی عهده داشته‌است. این مجموعه با کمک کمپانی گرگ دنیلز، دیدل-دی پروداکشنز و رویل پروداکشنز و با همکاری یونیورسال تله‌ویژن ساخته شد. هوارد کلاین، بن سیلورمن، ریکی جرویز و استیون مرچنت، از ابتدا تهیه‌کنندگی اجرایی تولید را بر عهده داشتند. تهیه‌کنندگان دیگری نیز در فصل‌های بعدی به گروه پیوستند.
اداره مانند همتای بریتانیایی‌اش به صورت تک دوربین فیلم‌برداری شده‌است و هیچ‌گونه نمایش حضار استودیویی یا خندهٔ پس‌زمینه‌ای ندارد، تا آن را به یک مستند واقعی شبیه‌تر کند. گروه بازیگران این مجموعه در اصل شامل استیو کرل، رین ویلسون، جان کرازینسکی ،جینا فیشر و بی جی نواک بود؛ اما بعداً تغییراتی در گروه بازیگران مجموعه ایجاد شد. اد هلمز، ایمی رایان، میندی کالینگ، کریگ رابینسون، جیمز اسپیدر، الی کمپر و کاترین تیت از جمله بازیگران شاخص خارج از گروه بازیگران اصلی هستند.
اگرچه اداره در فصل اول کوتاهش با بازخوردهای گوناگونی روبرو شد، اما منتقدان تلویزیونی فصل‌های بعدی را، به ویژه مواردی که استیو کرل در آن‌ها حضور داشت را ستایش کردند؛ زیرا شخصیت‌ها، محتوا، ساختار و لحن سریال به‌طور قابل توجهی از نسخه بریتانیایی متفاوت بود. منتقدان نام این مجموعه را در چندین فهرست از برترین مجموعه‌های تلویزیونی قرار دادند. این مجموعه جوایز مختلفی مانند جایزه پیبادی در سال ۲۰۰۶، دو جایزه از جایزه انجمن بازیگران فیلم، یک جایزه گلدن گلوب برای بازیگری کرل و چهار جایزه امی ساعات پربیننده را کسب کرده‌است. فصل هشتم برای روال کیفیت سریال مورد انتقاد قرار گرفته بود. بسیاری از منتقدان ترک کردن کرل در فصل هفتم را یک اتفاق خوب می‌دانستند، هرچند فصل نهم و پایانی این مجموعه با واکنش‌های مثبتی روبرو شد. قسمت پایانی اداره که در ۱۶ مه ۲۰۱۳ پخش شد، با داشتن حدود ۵٫۶۹ میلیون بیننده مورد ستایش قرار گرفت. مجلهٔ رولینگ استون در سال ۲۰۱۶ این مجموعه را یکی از ۱۰۰ مجموعهٔ تلویزیونی برتر تاریخ نامید.

## تولید

### تولیدکنندگان و کارگردانان
شورانرها در طول پخش مجموعه:
- فصل ۱ تا ۴: گرگ دنیلز
- فصل ۵ تا ۶: پل لیبرشتاین و جنیفر سلوتا
- فصل ۷ تا ۸: پل لیبرشتاین
- فصل ۹: گرگ دنیلز

گرگ دنیلز، مجموعهٔ بریتانیایی اداره را برای تلویزیون آمریکایی اقتباس کرد و تا فصل چهارم، تهیه‌کننده اصلی یا شورانر آن بود. اما پس از آن، همراه با مایکل شور، نویسنده پیشین اداره تصمیم گرفت در ساخت مجموعه تلویزیونی پارک‌ها و تفریحات مشارکت کند و زمان خود را میان دو مجموعه اداره و پارک‌ها و تفریحات تقسیم کرد. پل لیبرشتاین و جنیفر سلوتا به عنوان شورانر فصل پنجم انتخاب شدند. جنیفر سلوتا پس از فصل ششم مجموعه را ترک کرد و برای دو فصل پس از آن لیبرشتاین به عنوان شورانر باقی ماند. لیبرشتاین پس از فصل هشتم برای مجموعهٔ فرعی احتمالی برای شخصیت دوایت شروت به نام مزرعه از مقام خود کناره گرفت و این مجموعه فرعی در نهایت توسط ان‌بی‌سی به تصویب رسید. برای فصل پایانی، گرگ دنیلز به مجموعه برگشت و تهیه‌کنندگی اصلی را بر عهده گرفت. دیگر تولیدکنندگان مجموعه، بی جی نواک و میندی کالینگ از گروه بازیگران بودند. کالینگ، نواک، دنیلز، لیبرشتاین و مایکل شور تیم اصلی نویسندگان مجموعه بودند. کالینگ، نواک و لیبرشتاین همچنین نقش‌های مختلفی را در این مجموعه ایفا کردند. آنها علاوه بر نقش‌های منظمی که در مجموعه بازی می‌کردند، قسمت‌های گوناگونی را نیز نویسندگی، کارگردانی و تولید نمودند. کالینگ ۲۴ قسمت از مجموعه را تولید کرد که از دیگران آمار بیشتری دارد. از ریکی جرویز و استفن مرچنت که تولیدکنندگان اصلی مجموعه بریتانیایی بودند، در صحنه‌های پس از تیتراژ به عنوان تهیه‌کننده اجرایی یاد می‌شد. آنها قسمت نخست «پایلوت» و یک قسمت در فصل سوم به نام «متهم» را تولید کردند. مرچنت بعدها قسمت «نظرسنجی از مشتریان» را نیز کارگردانی کرد و جرویز در قسمت‌های «سمینار» و «کمیته جستجو» حضور افتخاری داشت.
از بین کارگردانان مجموعه، رندال آینهورن با کارگردانی کردن ۱۵ قسمت، بیشترین آمار را دارد. این مجموعه همچنین چندین کارگردان مهمان نیز داشت؛ مانند تهیه‌کننده مشترک سریال لاست، جی. جی. آبرامز و سازنده بافی قاتل خون‌آشام‌ها، جاس ویدون. هردوی آنها به گفته خودشان هوادار این مجموعه‌اند. دیگر تولیدکنندگان مهمان، فیلمسازانی مانند جان فاورو، هارولد ریمیس، جیسون رایتمن و مارک وب بودند. برخی قسمت‌های مجموعه را بازیگرانی مانند استیو کرل، جان کرازینسکی، رین ویلسون، اد هلمز و برایان بومگارتنر کارگردانی کرده‌اند.

### توسعه و نویسندگی
پیش از پخش قسمت دوم، نویسندگان برای تحقیق در اداره‌جات زمانی را اختصاص دادند. این روش در مجموعه‌های دیگر گرگ دنیلز، پادشاه تپه و پارک‌ها و تفریحات نیز به کار گرفته شده بود. قسمت آزمایشی و قسمت یکم این مجموعه یک اقتباس مستقیم از قسمت یکم نسخه بریتانیایی بود. دلیل دنیلز برای این کار این بود که «آغاز کامل کار از ابتدا بسیار خطرناک خواهد بود» زیرا این نمایش یک اقتباس است. او به‌طور خلاصه به این فکر بود که از ایدهٔ قسمت «داندی‌ها» برای قسمت آزمایشی استفاده کند اما در نهایت به عنوان قسمت یکم فصل دوم استفاده شد. پس از اینکه نویسندگان بازیگران را به خوبی شناختند، به بازیگران اجازه نویسندگی برخی قسمت‌ها داده شد که به این ترتیب قسمت بعدی؛ یعنی «روز تنوع»، اصالت و نوآوری بیشتری داشت. پس از بازخوردهای گوناگونی که مجموعه پس از فصل یکم گرفت، نویسندگان تصمیم گرفتند که مجموعه را «خوش‌بینانه‌تر» کنند و شخصیت مایکل اسکات بیشتر مورد علاقه مردم قرار بگیرد. آن‌ها همچنین برروی شخصیت‌های فرعی مجموعه کار کردند و به آن‌ها ژرفای بیشتری بخشیدند. آن‌ها چراغ‌های صحنه فیلم‌برداری را روشن‌تر کردند، تا از نسخه اصلی بریتانیایی متفاوت‌تر باشد.
به گفته نواک، فیلمنامه برای یک قسمت ۲۲ دقیقه‌ای بیش از حد طولانی بود که منجر به کات‌های زیادی می‌شد. به‌طور مثال، فیلمنامه قسمت «کمیته جستجو» ۷۵ صفحه بود که ۱۰ صفحه از حد معمول طولانی‌تر شده بود. برای هر قسمت یک فیلمنامه جدا نوشته می‌شد، با این حال، در طول فیلم‌برداری به بازیگران فرصت بداهه‌پردازی داده می‌شد. به گفته جینا فیشر «هر قسمت در مجموعه ما کاملاً دارای فیلمنامه و نوشته شده‌است. همه چیز بر روی کاغذ نوشته می‌شد. اما در طول فیلم‌برداری خودمان هم می‌توانستیم بداهه‌پردازی کنیم. استیو و رین بداهه‌پردازان عالی‌ای هستند.»
برای نمونه، در قسمت نخست فصل سوم، «شکار جادوگر گی»، مایکل یک جلسه دربارهٔ همجنسگرایی برگزار می‌کند و لب‌های اسکار را می‌بوسد. این بوسه در فیلمنامه قرار نگرفته بود و در این صحنه مایکل تنها باید پیشانی او را می‌بوسید. با این حال، استیو کرل فکر کرد که این صحنه کمی بی‌رنگ و روح خواهد بود پس او را مستقیماً از دهن بوسید. بازیگران که انتظار این صحنه را نداشتند، حیرت‌زده شدند و تعجبشان در این قسمت کاملا طبیعی جلوه می‌کند. افزون بر این،  دوایت، که بلافاصله پس از این بوسه برای تقلید از مایکل از روی صندلی بلند شد و بوسه آن‌ها را تشویق کرد نیز، لحظه‌ای که کاملاً بداهه است.
این بداهه‌پردازی‌ها منجر شد شمار زیادی از صحنه‌ها حذف شوند. صحنه‌های حذف‌شده، گاهی دوباره بازیابی می‌شدند تا قسمت‌ها کمی طولانی‌تر شوند یا افرادی که این قسمت را قبلاً دیده‌اند، برای دیدن صحنه‌های حذف شده به عقب برگردند. در یک آزمایش، یک صحنه حذف شده از قسمت «بازگشت» در سایت ان‌بی‌سی و آی‌تونز قرار گرفت تا علت حضور نداشتن یک شخصیت را توضیح دهد.

### انتخاب بازیگران
بنا به گفته جینا فیشر، اداره یک روند غیرمعمول در انتخاب بازیگر داشت که در آن به جای استفاده از متن فیلمنامه، تهیه‌کنندگان چندین سؤال از بازیگران می‌پرسیدند و آن‌ها به عنوان شخصیت‌هایی که نقشش را داشتند پاسخ می‌دادند. برنامه‌ریز ان‌بی‌سی، کوین رایلی به بن سیلورمن، یکی از تهیه‌کنندگان پیشنهاد داده بود که پل جیاماتی نقش مایکل اسکات را بازی کند؛ اما جیاماتی پیشنهاد او را رد کرد. مارتین شورت، هانک آزاریا و باب ادنکیرک به بازی کردن نقش مایکل اسکات علاقه‌مند بودند. در ژانویه ۲۰۰۴ ورایتی گزارش داد که استیو کرل که در نمایش روزانه ساخت کمدی سنترال فعالیت داشت، در حال مذاکره برای نقش مایکل اسکات است. در آن زمان استیو کرل درگیر مجموعه‌ای دیگر از ان‌بی‌سی بیا پیش بابا بود اما ساخت آن مجموعه متوقف شد و استیو توانست همه زمانش را برای اداره بگذارد. او بعدها اظهار داشت که پیش از داوطلب شدن، فقط بخش‌هایی از قسمت آزمایشی نسخه بریتانیایی را تماشا کرده بود. او از ترس اینکه نحوه شخصیت‌پردازی جرویز را کپی‌برداری کند، تماشای نسخه بریتانیایی را ادامه نداد. دیگر کسانی که برای نقش مایکل اسکات در نظر گرفته شده بودند، بن فالکون، آلن تودیک، جیم زولویچ و پل اف. تامپکینز بودند. رین ویلسون به عنوان بازیگر نقش دوایت شروت در نظر گرفته شد. رین ویلسون پیش از تست دادن تمامی قسمت‌های نسخه بریتانیایی را تماشا کرده بود. ویلسون در اصل برای نقش مایکل اسکات تست داده بود که خودش آن را به عنوان «یک الهام‌پذیری افتضاح از شخصیت جرویز» توصیف می‌کند. با این حال، تهیه‌کنندگان بازی او در نقش دوایت شروت را بسیار پسندیدند و او را استخدام کردند. ست روگن، مت بسر، پتن اسوالت و جودا فریدلندر برای نقش دوایت شروت نیز تست دادند.
جان کرازینسکی و جینا فیشر در نقش‌های جیم و پم، عاشق و معشوق، انتخاب شدند. جان کرازینسکی و بی جی نواک با هم به یک مدرسه می‌رفتند و با هم بسیار دوست بودند. جینا فیشر گفت که برای تست دادن تا جایی که می‌توانست خود را کسل‌کننده کرد تا بیشتر شبیه شخصیت پم شود؛ مثلاً موهای خود را کسل‌کننده آرایش کرد. در یک محاسبه با فرش ایر، جینا فیشر آخرین مراحل تست گرفتن را به یاد داشت که تهیه‌کنندگان برای اندازه‌گیری میزان استعداد داوطلبان، جیم‌ها و پم‌های مختلفی را کنار هم می‌گذاشتند. زمانی که فیشر کار صحنه‌اش را با کرازینسکی به پایان رساند، کرازینسکی به او گفت که او پم مورد علاقه‌اش است و جینا فیشر هم همین را به او دربارهٔ نقش‌پردازی جیم او گفت. آدام اسکات و جان چو نیز برای نقش جیم و کاترین هان برای نقش پم تست داده بودند.
بقیه گروه بازیگری کسانی هستند که برای بداهه‌شان شناخته شده‌اند؛ شامل آنجلا کینزی، کیت فلانری، اسکار نونز، لسلی دیوید بیکر، برایان بومگارتنر، ملورا هاردین و دیوید دنمان. آنجلا کینزی در اصل برای نقش پم تست داده بود، اما تهیه‌کنندگان او را برای این نقش بسیار «خشن» می‌دانستند و در عوض به او نقش انجلا مارتین را دادند. کیت فلانری در اصل برای نقش جن لوینسون-گولد تست داده بود، اما در نهایت برای نقش مریدیت پالمر انتخاب شد. برایان بومگارتنر نیز ابتدا برای نقش استنلی تست داد اما برای نقش کوین در نظر گرفته شد. کن کواپیس، کارگردان قسمت آزمایشی از نحوه بازی کردن فیلیس اسمیت خوشش آمد و او را در نقش فیلیس ونس قرار داد. در ابتدای فصل سوم، اد هلمز و رشیدا جونز به عنوان کارکنان داندر میفلین شعبه استمفورد به گروه بازیگری افزوده شدند. اگرچه رشیدا جونز بعدتر گروه بازیگری را ترک کرد و به مجموعه پارک‌ها و تفریحات پیوست، اد هلمز به عنوان یک بازیگر ثابت در مجموعه باقی ماند.
چهار نفر از نویسندگان در خود مجموعه بازی کرده‌اند. اولین نفر، بی جی نواک بود. پس از اینکه گرگ دنیلز اجرای استندآپ کمدی نواک را دید او را به عنوان کارمند موقتی رایان هوارد در مجموعه استخدام کرد. به پیشنهاد نواک، پل لیبرشتاین به عنوان مدیر بخش منابع انسانی، توبی فلندرسون انتخاب شد. گرگ دنیلز از اینکه میندی کالینگ برروی صحنه اجرا کند نامطمئن بود تا زمانی که در فیلمنامه قسمت دوم، «روز تنوع» مایکل اسکات باید از یک نفر از اقلیت‌های قومی سیلی می‌خورد و موقعیت آن درست پیدا شد. به گفته میندی کالینگ، «از زمان آن سیلی من در مجموعه به عنوان کلی کاپور حضور داشتم.» مایکل شور نیز در مجموعه به‌طور موقعیتی به عنوان پسرعمه دوایت، «موز شروت» حضور داشت. لری ویلمور، تهیه‌کننده مشاور نیز یک بار به عنوان «آقای براون» در قسمت «روز تنوع» حضور داشت. برنامه‌هایی برای اینکه مکنزی کروک، مارتین فریمن و لوسی دیویس از نسخه بریتانیایی در مجموعه در فصل سوم حضور پیدا کنند وجود داشت، اما این برنامه‌ها به علت تداخل زمانی هرگز به نتیجه نرسیدند.
در ابتدا بازیگرانی که کارمندان اداری پشتیبان را به تصویر می‌کشیدند به عنوان بازیگر مهمان شناخته می‌شدند، اما پس از آن در فصل دوم به عنوان بازیگران ثابت در مجموعه شناخته شدند. گروه بازیگری بزرگ مجموعه را منتقدان تحسین کردند که منجر به بردن شمار زیادی از جوایز شد. استیو کرل برای بازی کردن در هر قسمت از فصل سوم ۱۷۵٬۰۰۰ دلار می‌گرفت. کرازینسکی و فیشر در ابتدای مجموعه برای هر قسمت ۲۰٬۰۰۰ دلار می‌گرفتند و در فصل چهارم مقدار آن به ۱۰۰٬۰۰۰ دلار رسید.
پس از اینکه استیو کرل در فصل هفتم، گروه بازیگری مجموعه را ترک کرد، نیاز شد فردی مناسب برای ایفای نقش رئیس اداره پیدا شود. یک رئیس جدید به نام دی‌انجلو جرمیتریوس ویکرز با بازی ویل فرل به مجموعه پیوست اما پس از چند قسمت بازی‌کردن در مجموعه، در قسمت «دایره درونی» و هنگام بازی بسکتبال آسیب دید و به کما رفت. در قسمت «لاتو» گفته شد که او دچار مرگ مغزی شده اما همچنان در قید حیات است. پس از اینکه ویل فرل مجموعه را ترک کرد، جیمز گاندولفینی یکی از گزینه‌های بسیار محتمل برای این نقش بود. گاندولفینی برای ایفای نقش رئیس مبلغ ۴ میلیون دلار درخواست کرد اما اچ‌بی‌او به وی ۳ میلیون دلار پیشنهاد داد که او هم نپذیرفت؛ چرا که گاندولفینی بازیگر اصلی مجموعه سوپرانوز بود و بازی او در یک مجموعه طنز می‌توانست وجه سوپرانوز را تحت تأثیر قرار دهد. پس از منتفی‌شدن گاندولفینی، در نهایت کاترین تیت به عنوان رئیس جدید و به عنوان شخصیت نلی برترم وارد مجموعه شد. در فصل نهم نلی برترم مقام ریاست اداره را از دست داد و شخصیت اندی برنارد به بازیگری اد هلمز جایگاه رئیس را تا پایان مجموعه در دست داشت.

### فیلم‌برداری

لوگوی شرکت داندر میفلین

اداره به صورت تک دوربین و در حالت سینما وریته فیلم‌برداری شده بود تا حس و حال یک مستند واقعی را به مخاطب منتقل کند. مجموعه ادارهبرای اینکه شوخ‌طبعی «مضحک» و «نامعقول» خود را به درستی به مخاطب انتقال دهد از هیچ گونه خنده پس‌زمینه یا حضار استودیویی استفاده نکرد. پیش‌فرض اصلی مجموعه بر این اساس بود که انگار یک گروه فیلم‌برداری دارد به‌صورت شبانه‌روزی از شرکت داندر میفلین و کارمندانش  فیلم‌‌برداری می‌کند. شخصیت‌ها از حضور گروه فیلمبردار آگاهند و آن را پذیرفته‌اند؛ مثلا مایکل اسکات مشتاقانه با گروه فیلمبرداری همکاری می‌کند یا بعضی از شخصیت‌ها، به خصوص جیم و پم، زمانی که مایکل کاری بی‌دست و پا انجام می‌دهد، به صفحه دوربین زل می‌زنند. کار اصلی گروه با مصاحبه‌های سر صحبت یا «اعترافات» تکمیل می‌شود که در آن شخصیت‌ها با گروه دوربین یک به یک گفتگو می‌کنند. پس از آنکه جان کرازینسکی از مکان‌های اسکرانتون برای تیتراژ اصلی فیلم‌برداری کرد، در شرکت‌ها و اداره‌های شهر اسکرانتون تحقیقاتی انجام داد.
گاهی، در برخی جاها دوربین در داستان نقش دارد و «به نوع خود یک شخصیت می‌شود.» در چند قسمت ابتدایی، به نظر می‌آمد که گروه فیلمبردار به فیلمبرداری تنها در فضای اداره‌ای محدود شده‌است، اما به تدریج فیلمبرداران بیشتر و بیشتر به حریم شخصی شخصیت‌ها در خانه‌شان یا جاهای دیگر راه‌یابی می‌کند و همچنین روابطی که قرار است پنهان باشند را به بینندگان نشان می‌دهند. گفتگوهای پنهانی معمولاً از راه درها یا پنجره‌های نیمه‌باز فیلمبرداری می‌شوند. افزون بر این، شخصیت‌ها از میکروفون‌های یقه‌ای استفاده می‌کنند که توسط گروه فیلم‌برداری تهیه شده‌است و اجازه می‌دهد گفتگوهای پشت درهای بسته شنیده شود.
برای این که این مجموعه بیشتر حس مستند بگیرد، تولیدکنندگان رندال آینهورن، فیلمبردار مستندی را که پیش‌تر در سری تلویزیونی بازمانده فعالیت می‌کرد، استخدام کردند تا به مجموعه یک حس «سترگ و متلاطم» مانند یک مستند واقعی بدهد. با توجه به گفته مایکل شور، تهیه‌کنندگان بسیار بر اینکه مجموعه حالت مستندی داشته باشد حساس بودند. تهیه‌کنندگان برخی اوقات بحث‌های طولانی سر این که آیا این صحنه به عنوان مستند پذیرفته می‌شود داشتند. به‌طور مثال در فصل چهارم، در قسمت «آیا واضح بودم ؟»، در یک صحنه، مایکل دنبال راهی بود که به سرویس بهداشتی برود بدون اینکه با استنلی برخوردی داشته باشد. تهیه‌کنندگان سر اینکه آیا این صحنه در یک مستند پذیرفتنی بود گفتگو کردند و آینهورن خود کل راه صحنه را طی کرد تا بفهمند که آیا فیلمبردار می‌تواند در وقت به مکان برسد. با وجود سخت‌گیری‌های اولیه، مجموعه که جلوتر می‌رفت این موضوع کمی آسان‌تر گرفته شد. به‌طور مثال گروه فیلم‌برداری به جاهایی می‌رفت و کارهایی می‌کرد که یک گروه مستندسازی هرگز انجام نمی‌داد و این کار شیوه کمدی و فیلم‌نامه‌نویسی مجموعه را کمی تغییر داد. اما این امر توسط مورد انتقاد شدید بعضی از طرفداران سریال قرار گرفت.

### موسیقی
زمانی که نوبت انتخاب موسیقی مجموعه شد، گرگ دنیلز چندین گزینه داشت، آهنگ‌هایی که از پیش قابل انتخاب بودند شامل «چیزهای بهتر» از کینکس، «شناور بمان» از مادست ماوس و «آقای بلو اسکای» از الکتریک لایت ارکسترا بود. چندین قطعه که داوطلبان در هنرآزمایی ارائه داده بودند نیز موجود بود. دنیلز تصمیم گرفت که تهیه‌کنندگان انتخاب موسیقی مجموعه را بر عهده بگیرند. بیشتر آن‌ها «آقای بلو اسکای» را انتخاب کردند اما بعدها مشخص شد این آهنگ از پیش در مجموعه تلویزیونی درام لکس استفاده شده بود. به این ترتیب، انتخاب نهایی، آهنگی بود که جی فرگوسون نوشته و اسکرانتونیز اجرا کرده بود.
این آهنگ برروی صحنه اصلی، پیش از آغاز قسمت پخش می‌شود. صحنه اصلی بخش‌هایی از اسکرانتون و فعالیت‌های مختلف توسط کارمندان است. برخی قسمت‌ها از نسخه کوتاه‌تر شده آن استفاده می‌کردند. پس از فصل چهارم این آهنگ برروی تیتراژ پایانی هر قسمت پخش می‌شد که پیش از آن ساکت بود. بخش‌هایی که از اسکرانتون در صحنه اصلی نشان داده می‌شوند، ساختمان‌ها و مکان‌های واقعی در اسکرانتون هستند که توسط جان کرازینسکی فیلم‌برداری شده‌است.
به علت اینکه این مجموعه مستندنما است و هیچ‌گونه خنده پس‌زمینه‌ای ندارد، بیشتر موسیقی‌هایی که در آن پخش می‌شود، نقلی است؛ یعنی درون خود مجموعه از طرف شخصیت‌ها، رادیو یا تلویزیون پخش می‌شود. در تیتراژهای پایانی و مونتاژها موسیقی‌هایی مانند «رقاص کوچک» از التون جان و «جزایر در بخار» از کنی راجرز و دالی پارتن پخش می‌شوند. دنیلز در این باره گفته‌است تا زمانی که از قبل در همان قسمت این موسیقی استفاده شده باشد، موسیقی فیلم حساب نمی‌شود.

## شخصیت‌ها

گروه بازیگری اداره در ابتدای فصل سوم و شخصیت‌های آن‌ها از چپ به راست: فیلیس ونس، توبی فلندرسون، جیم هالپرت (نشسته)، اسکار مارتینز، پم بیزلی، آنجلا مارتین، کلی کاپور (نشسته)، رایان هوارد، کرید برتن، مایکل اسکات، مردیت پالمر، کوین مالون، دوایت شروت (نشسته)، جن لوینسون، استنلی هادسون و روی اندرسون

گروه بازیگران اصلی اداره، نقش شخصیت‌هایی را بازی می‌کنند که در روایت این مجموعه اهمیت یکسانی دارند. بسیاری از شخصیت‌ها از نسخه اصلی بریتانیایی الهام گرفته شده‌اند و معمولاً نگرش‌ها و برداشت‌هایی مشابه با همتایان بریتانیایی خود دارند؛ با این تفاوت که متناسب‌تر با سلیقه آمریکایی طرح‌ریزی شده‌اند. این مجموعه به خاطر گروه بازیگر بزرگ خود شناخته شده‌است و بسیاری از بازیگران آن برای بداهه‌پردازی‌شان شناخته شده‌اند. استیو کرل نقش مایکل اسکات، مدیر شعبه اسکرانتون شرکت کاغذ داندر میفلین را ایفا می‌کند. این شخصیت که از دیوید برنت در نسخه بریتانیایی الهام گرفته شده‌است، یک شخصیت خوش‌فکر است که به نظر خودش، شوخی‌هایش به کسی آزار نمی‌رساند، اما اغلب دوستان و کارمندان خود را آزرده خاطر می‌کند و گاهی از این بابت توبیخ می‌شود. رین ویلسون نقش دوایت شروت را ایفا می‌کند که از گرث کینان در نسخه بریتانیایی الهام گرفته شده‌است. دوایت شروت یک دستیار مدیر شعبه است. این مقام را مایکل از خود ساخته‌است. جان کرازینسکی نقش جیم هالپرت را بازی می‌کند؛ یک فروشنده که در فصل‌های بعدی به مقام‌های کمک مدیر و دستیار مدیر نیز می‌رسد. او معمولاً با کمک پم بیزلی با دوایت شوخی می‌کند و او را دست‌ می‌اندازد. جیم هالپرت از تیم کنتربری الهام گرفته شده‌است. در ابتدای مجموعه، او  احساسات عاشقانه‌ای نسبت به پم، منشی اداره دارد که با یکی از کارمندان نامزد است. پم، که بازیگرش جینا فیشر است، از دان تینزلی الهام گرفته‌شده‌است. او کمی خجالتی است، اما گاهی به جیم کمک می‌کند دوایت را دست بیندازد. به گفته جان کرازینسکی، او در فصل هشتم نپذیرفت که صحنه‌ای را بازی کند که در آن، او به پم خیانت می‌کند. بی جی نواک نقش رایان هوارد، یک کارمند موقتی را بازی می‌کند که پس از فصل دوم به مقام نماینده فروش می‌رسد. او بعدها رئیس بخش شمال‌شرقی می‌شود اما فاش می‌شود آمار و اختراعات او کلاه‌برداری است و پس از آن دستگیر و اخراج می‌شود. او پس از آن در یک سالن بولینگ و به‌طور موقتی در شرکت کاغذ مایکل اسکات کار کرد. پس از این کار و حضور در دوره نوسازی، وی سرانجام به عنوان کارمند موقت در شعبه اسکرانتون بازگشت.

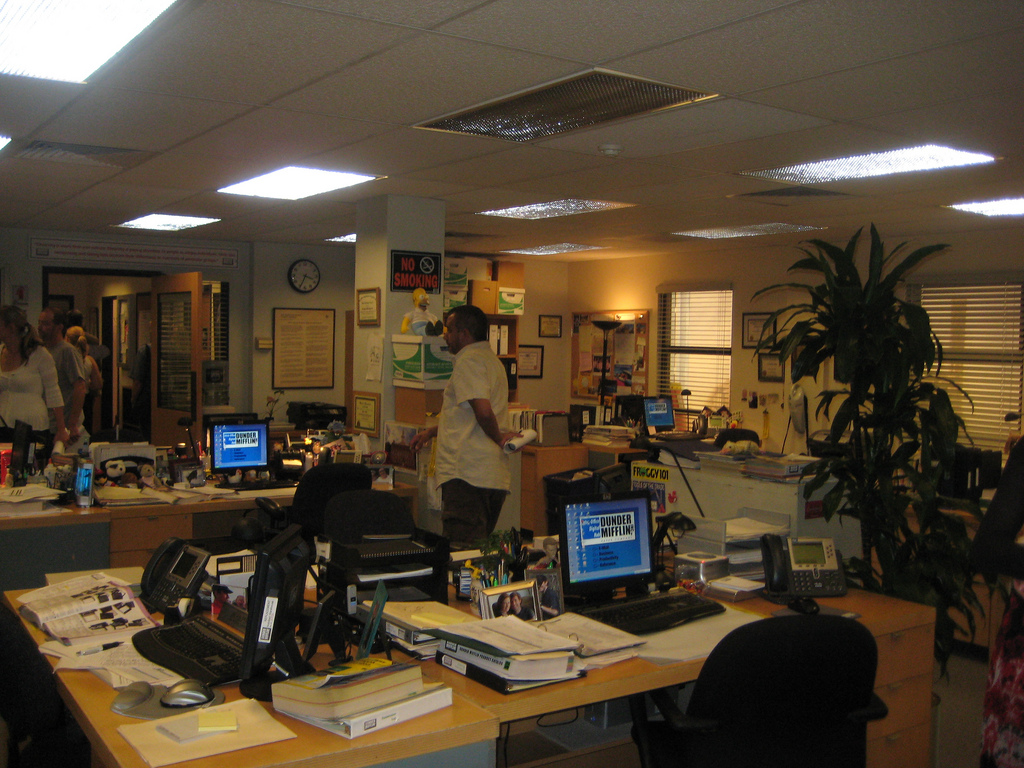
محل اصلی رخ دادن مجموعه، اداره شرکت داندر میفلین در اسکرانتون.

بخش حسابداران شامل انجلا مارتین (انجلا کینزی)، یک زن سرحال و قضاوت‌کننده که دوست دارد همه چیز را مرتب نگه دارد و مطمئن شود که موقعیت‌ها تا حد امکان حرفه‌ای باقی مانده‌است، کوین مالون (برایان بومگارتنر)، مردی دوست‌داشتنی اما کم‌حوصله است که از شوخ‌طبعی کودکانه لذت می‌برد و اغلب قمار می‌کند. اسکار مارتینز (اسکار نونز) مردی با فرهنگ و باهوش است اما، همجنس‌گرایی و هیسپانیک بودنش او را هدف شوخی‌های مایکل قرار می‌دهد. بقیه شخصیت‌ها عبارتند از: استنلی هادسون (لسلی دیوید بیکر) که کم حرف است و حوصله شوخی‌های مایکل دربارهٔ سیاه‌پوست بودنش و جلسه‌های زمان‌بر او را ندارد و وقت خود را با حل کردن جدول و سودوکو می‌گذراند، مسئول تضمین کیفیت با رفتارهای غیرعادی، کرید برتن (کرید برتن) که گذشته پر رمز و رازی دارد، فیلیس ونس (فیلیس اسمیت)، یک زن فروشنده خجالتی که بعدها با باب ونس (رابرت شفر)، مدیر شرکت یخچال‌سازی که اداره‌اش یک سالن با اداره داندر میفلین فاصله دارد ازدواج می‌کند، اندی برنارد، یک فروشنده از شعبه استمفورد، کنتیکت داندر میفلین که در فصل سوم به دنبال ادغام دو شعبه به اسکرانتون مهاجرت کرد، نماینده خدمات مشتری پرحرف، کلی کاپور (میندی کالینگ)، نماینده روابط شرکت الکلی و بددهن، مردیت پالمر (کیت فلانری)، نماینده منابع انسانی، توبی فلندرسون (پل لیبرشتاین)، که مایکل از او خوشش نمی‌آید و معمولاً با او شوخی‌های آزاردهنده می‌کند، سرکارگر انبار، دریل فیلبین (کریگ رابینسون)، یکی از کارکنان انبار و نامزد پیشین پم، روی اندرسون (دیوید دنمان)، که در فصل سوم به علت حمله فیزیکی به جیم اخراج شد و سرانجام مدیر فروش‌های منطقه‌ای، جن لوینسون (ملورا هاردین) که بعدتر معشوقه مایکل شد.
در اواخر فصل پنجم، ارین هنون (الی کمپر)، که برای مدت کوتاهی در شرکت کاغذ مایکل اسکات فعالیت می‌کرد، به عنوان منشی جدید جایگزین پم شد و پم پس از آن به جایگاه فروشندگی در داندر میفلین برگشت. در فصل چهارم، توبی فلندرسون اداره را ترک کرد و هالی فلکس (ایمی رایان) به عنوان جایگزین او در منابع انسانی بازگشت. او و مایکل عاشق یکدیگر شدند. جو بنت (کتی بیتس) نیز مدیرعامل شرکت سیبر بود که بعدتر شرکت داندر میفلین را خریداری نمود. گیب لوئیس (زک وودز) در اواسط فصل ششم به مجموعه آمد و به عنوان مدیر فروش‌های شعبه اسکرانتون فعالیت کرد. در فصل هفتم، یکی از دوستان جو بنت ، نلی برترام (کاترین تیت)، برای جایگاه مدیر منطقه‌ای جایگزین مایکل مصاحبه کرد و بعد از آنکه رابرت کالیفرنیا (جیمز اسپیدر) مدیرعامل شرکت سیبر شد و در غیبت اندی، نلی مدیرعامل منطقه‌ای شد. در فصل نهم، کلارک گرین (کلارک دوک) و پیت میلر (جیک لیسی) به عنوان نمایندگان جدید مشتریان وارد مجموعه شدند تا به شکایاتی که در دوران کِلی نادیده گرفته شد، رسیدگی کنند. کلارک بعداً به بخش فروش منتقل شد.

## خلاصه فصل‌ها
یک قسمت معمولی در این مجموعه حدود ۲۰۱⁄۲ دقیقه است. طولانی‌ترین قسمت این فصل، قسمت آخر فصل دوم بود که ۴۰ دقیقه زمان برد. فصل سوم قسمت‌های گاه به گاه یک ساعته داشت (تقریباً ۴۲ دقیقه زمان پخش، همچنین برای نمایش به عنوان دو قسمت عادی جداگانه در تکرارها نیز استفاده می‌شد).

### فصل یکم
فصل یکم شامل ۶ قسمت است که از ۲۴ مارس ۲۰۰۵ تا ۲۶ آوریل ۲۰۰۵ پخش شد.
مجموعه با معرفی کردن داندر میفلین و کارمندانش توسط مایکل اسکات برای گروه فیلمبرداری و کارمند موقتی رایان هوارد آغاز می‌شود. تماشاگران متوجه می‌شوند که فروشنده جیم هالپرت به منشی پم بیزلی علاقه دارد. پم به او برای شوخی کردن با دوایت کمک می‌کند و با کارگر انبار طبقه پایین، روی اندرسون نامزد است. در سراسر اداره شایعاتی مبنی بر اینکه شرکت داندر میفلین قصد کوچک‌سازی شعبه اسکرانتون را دارد پخش می‌شود که منجر به اضطراب عمومی می‌شود. با این وجود، مایکل تصمیم می‌گیرد که واقعیت‌های این وضعیت را انکار کند یا کم‌اهمیت نگه دارد تا روحیه کارمندان حفظ شود.

### فصل دوم
فصل دوم که از ۲۰ سپتامبر ۲۰۰۵ تا ۱۱ مه ۲۰۰۶ پخش شد، نخستین فصلی است که ۲۲ قسمت دارد و نخستین «ابر-قسمت» ۲۸ دقیقه‌ای در مجموعه را دارد.
بسیاری از کارگران در پس زمینه فصل اول به شخصیت‌های فرعی تبدیل می‌شوند و روابط عاشقانه بین برخی از آنها آغاز می‌شود. مایکل با رئیس خود، جن لوینسون رابطه برقرار می‌کند و سپس شب را با او می‌گذراند، اما با او رابطه جنسی برقرار نمی‌کند. دوایت شروت و انجلا مارتین با یکدیگر رابطه عاشقانه برقرار می‌کنند، اما آن را یک راز میان خودشان نگه می‌دارند. کلی به رایان علاقه‌مند می‌شود و پس از آن با یکدیگر قرار می‌گذارند. زمانی که روی روز عروسی با پم را در سفر قایق شرکتی مشخص می‌کند، جیم افسرده می‌شود و تصمیم می‌گیرد که به شعبه داندر میفلین در استمفورد، کنتیکت مهاجرت کند اما پیش از آن در قسمت آخر فصل دوم به پم می‌گوید که عاشق اوست. با وجود اینکه پم با روی نامزد کرده بود، این دو همدیگر را می‌بوسند و روز بعد جیم به استمفورد نقل مکان می‌کند. تهدید کوچک‌سازی شعبه همچنان در این فصل ادامه یافت.

### فصل سوم
فصل سوم که از ۲۱ سپتامبر ۲۰۰۶ تا ۱۷ مه ۲۰۰۷ پخش شد، شامل ۲۵ قسمت است که از آن‌ها، ۱۷ قسمت نیم ساعته، ۴ قسمت چهل دقیقه‌ای و دو قسمت یک ساعته است.
این فصل با یک فلش‌بک کوتاه به قسمت پایانی فصل دوم، «شب کازینو» آغاز می‌شود. جیم برای مدت کوتاهی به شعبه استمفورد نقل مکان می‌کند و مدت کوتاهی پس از آن، شرکت دو شعبه استمفورد و اسکرانتون را با یکدیگر ادغام کرد. مایکل این ادغام را بسیار جدی می‌گیرد. کارمندان انتقالی جدید عبارت بودند از: فروشنده زن، کارن فیلیپلی، که جیم با او قرار عاشقانه می‌گذارد، فروشنده خشمگین و شوخ‌طبع، اندی برنارد و چندین کارمند دیگر که در قسمت‌های بعدی به دلایل مختلفی داندر میفلین را ترک می‌کنند. پم پس از به هم زدن نامزدی خود با روی، هم‌اکنون تنهاست و احساسات برطرف نشده جیم نسبت به او و رابطه جدیدش با کارن منجر به تنش میان این سه نفر می‌شود. در همین حین، روابط مایکل و جن بالا می‌گیرد و همین امر باعث می‌شود که آنها در هنگام کار رفتار نامنظمی داشته باشند. دوایت و آنجلا نیز رابطه مخفی خود را ادامه می‌دهند. در قسمت آخر این فصل، از مایکل، جیم و کارن برای یک شغل که معلوم می‌شود جایگاه جن است مصاحبه می‌شود. جن پس از آن به دلیل رفتار غیرحرفه‌ای اخراج می‌شود. به جیم شغل پیشنهاد می‌شود اما پشت صحنه آن را رد می‌کند، و پس از آن با کارن به هم می‌زند و از پم برای قرار درخواست می‌کند که او با خوشحالی می‌پذیرد. در صحنه پایانی، رایان شغل جن را به دست آورد.

### فصل چهارم
ان‌بی‌سی برای این فصل ۳۰ قسمت نیم ساعته در دستور کار داده بود اما به علت اعتصاب ۲۰۰۷–۲۰۰۸ نویسندگان آمریکایی تنها توانست ۱۹ قسمت بسازد. این فصل شامل ۹ قسمت نیم-ساعته و ۵ قسمت یک ساعته است که در برخی نسخه‌ها تقسیم می‌شود.
کارن پس از به هم زدن با جیم، اسکرانتون را ترک می‌کند و مدیر شعبه یوتیکا، نیویورک می‌شود. جن که هم‌اکنون دارای شغل آزاد است، خود با کسب و کار نوین شمع‌سازی‌اش به خانه مایکل نقل مکان می‌کند و تا به هم خوردن رابطه‌شان در شام خانه‌ای که با جیم، پم، اندی و انجلا در آنجا زندگی می‌کند. پس از آنکه دوایت با وجود داشتن قصد خوب و اتانازی، گربه انجلا را بدون اجازه او به قتل می‌رساند و انجلا رابطه‌اش را با دوایت به هم می‌زند و با اندی قرار می‌گذارد و دوایت پس از آن افسرده می‌شود. رایان در زندگی جدید شرکتی خود در شهر نیویورک، سعی در مدرن سازی داندر میفلین با راه‌اندازی یک وبگاه جدید برای فروش آنلاین دارد. او همچنین می‌فهمد که رئیس او، دیوید والاس، طرفدار جیم است، و بنابراین رایان تلاش می‌کند حرفه جیم را خرابکاری کند. به زودی رایان به دلیل گمراه کردن سهامداران و ارتکاب کلاهبرداری مربوط به شماره فروش‌های وبگاه دستگیر و اخراج شد. توبی اعلام می‌کند که قصد رفتن به کاستاریکا را دارد و به زودی با هالی فلکس جایگاهش عوض شد که به زودی او و مایکل عاشق یکدیگر می‌شوند. پم تصمیم می‌گیرد که علایق هنری خود را دنبال کند و برای یک دوره سه‌ماهه هنری در مؤسسه پرت در نیویورک پذیرفته می‌شود. در قسمت آخر فصل، جیم قصد خواستگاری از پم را داشت اما با خواستگاری اندی از انجلا تداخل پیدا می‌کند. پس از آن فیلیس انجلا و دوایت را در حال داشتن رابطه جنسی در اداره پیدا می‌کند.

### فصل پنجم
فصل پنجم شامل ۲۸ ساعت و نیم زمان پخش است که به ۲۴ قسمت نیم ساعته و دو قسمت طولانی تقسیم شده‌است.
جیم از پم در یک ایستگاه بنزین میان راه اسکرانتون و نیویورک خواستگاری می‌کند و پم پاسخ مثبت می‌دهد. پم به‌طور کامل از نیویورک به اسکرانتون بر می‌گردد و جیم خانه پیشین والدین خود را خریده بود تا آن‌ها در آن زندگی کنند. رایان پس از آنکه تبرئه شد، موهای خود را رنگ می‌کند و مجبور به کار کردن در یک سالن بولینگ می‌شود. مایکل و هالی تا زمانی که هالی به شعبه نشوا، نیوهمپشایر منتقل می‌شود، با یکدیگر در رابطه بودند. زمانی که اندی از رابطه مخفی انجلا و دوایت با خبر می‌شود، هم دوایت و هم اندی او را ترک می‌کنند. معاون مدیریت جدید، چارلز ماینر یک سبک مدیریتی سخت را بر شعبه پیاده می‌کند که باعث می‌شود مایکل در اعتراض به آن استعفا بدهد. مایکل پس از آن شرکت کاغذ مایکل اسکات را در همان ساختمان مشترک با داندر میفلین همراه با پم و رایان بازگشایی می‌کند. هرچند که روش کسب و کاری آن ناپایدار است، اما تهدید خطرناکی برای منافع داندر میفلین بود. پس از آنکه داندر میفلین شرکت کاغذ مایکل اسکات را خریداری کرد، پم به عنوان یک فروشنده و رایان به عنوان یک کارمند موقتی برگشتند. در غیبت پم، ارین هنون به عنوان منشی جدید اداره انتخاب شد. این فصل با مشخص شدن حامله بودن پم به پایان می‌رسد.

### فصل ششم
فصل ششم شامل ۲۶ ساعت زمان پخش است که به ۲۲ قسمت نیم ساعته و ۲ قسمت یک ساعته تقسیم شده‌است.
جیم و پم ازدواج می‌کنند و فرزندی به نام سیسیلیا ماری هالپرت به دنیا می‌آورند. در همین حال، اندی و ارین در همین حال، اندی و ارین علاقه متقابل خود را به یکدیگر نشان می‌دهند، اما متوجه می‌شوند که بی‌دست و پا بودن ذاتی آنها مانع تلاش او برای درخواست از او برای قرار می‌شود. جیم به عنوان کمک مدیر ارتقاء میابد. شایعاتی به عنوان ورشکستگی داندر میفلین سراسر شرکت پخش می‌شود و در کریسمس دیوید والاس اعلام کرد که داندر میفلین قرار است توسط شرکت سیبر، یک شرکت پرینتر فروشی خریداری شود. هرچند که مدیرعاملان شرکت، مانند دیوید والاس و دیگران از مقامشان پاکسازی می‌شوند، اما شعبه اسکرانتون داندر میفلین به علت موفقیت‌هایی که داشته‌است باقی می‌ماند. مایکل اسکات هم‌اکنون بالاترین مقام در شرکت داندر میفلین را دارد. در قسمت آخر، دوایت محوطه ساختمان اداره را می‌خرد. مایکل می‌پذیرد که دربارهٔ پرینترهای خراب به مطبوعات اعلامیه دهد. زمانی که مدیرعامل شرکت، جو بنت از او می‌پرسد چگونه لطفش را می‌تواند جبران کند مایکل از او درخواست می‌کند هالی را به شعبه اسکرانتون برگرداند.

### فصل هفتم
فصل هفتم شامل ۲۶ ساعت است که به ۲۱ قسمت نیم ساعته، یک قسمت «بسیار بزرگ» و دو قسمت یک ساعته تقسیم شده‌است.
این فصل آخرین نقش‌پردازی استیو کرل در مجموعه اداره بود و ان‌بی‌سی قرارداد را تمدید نکرد. با آغاز این فصل، زک وودز، که نقش گیب لوئیس را بازی می‌کند به یک بازیگر ماندگار در مجموعه تبدیل شد. ارین و گیب یک رابطه نو را آغاز می‌کنند که باعث ناراحتی اندی شد و اندی تلاش می‌کند توجه ارین را دوباره پس بگیرد. هالی، معشوقه پیشین مایکل به اسکرانتون بر می‌گردد تا جای خالی توبی، که در هیئت داوران پرونده «قاتل اسکرانتون» مشغول است را بگیرد. مایکل و هالی به مرور زمان رابطه‌شان را دوباره از سر می‌گیرند. پس از آنکه هردو نامزد کردند، مایکل اعلام کرد که همراه با هالی اسکرانتون را ترک می‌کند و به کلرادو می‌رود تا از والدین هالی حمایت کند. جیم و پم با والدین بودن سازگار می‌شوند، انجلا با نماینده مجلس سنای پنسیلوانیا، رابرت لیپتون آغاز به قرار گذاشتن می‌کند و در قسمت آخر فصل هفت پشت صحنه نامزد می‌کنند. پس از آنکه جایگزین مایکل، دی‌انجلو (ویل فرل) سرکار به شدت آسیب مغزی می‌بیند، جو بنت مدیرعامل دستور ساخت یک کمیته جستجو برای یک مدیر شعبه جدید برای اسکرانتون را می‌دهد. در همین حال، دوایت شروت و پس از آن کرید برتون جایگاه مدیر شعبه را به دست می‌آورند.

### فصل هشتم
فصل هشتم شامل ۲۴ قسمت است.
جیمز اسپیدر به عنوان نقش رابرت کالیفرنیا، مدیرعامل جدید سیبر و داندر میفلین به گروه بازیگری می‌پیوندد. پس از آن اندی به عنوان مدیر شعبه اسکرانتون انتخاب می‌شود و تلاش می‌کند با سخت کار کردن توجه رابرت را به خود جلب کند و از دوایت می‌خواهد که دستیار او شود. جیم و پم منتظر به دنیا آمدن فرزند دومشان، فیلیپ هستند. حامله بودن در مجموعه این گونه بود تا با حاملگی جینا فیشر تداخل پیدا نکند. انجلا همچنین حامله است، و منتظر فرزند خود از سناتور لیپتون (هرچند تضمین شده‌است که دوایت شروت پدر بیولوژیکی است) که همچنین فیلیپ نام دارد است. دریل به کارگر زن جدید در انبار، ول علاقه‌مند شده‌است. از دوایت خواسته می‌شود که همراه با جیم، رایان، استنلی، ارین و کارمند موقتی اداره، کتی به تالاهاسی، فلوریدا بیاید تا به مدیر پروژه‌های ویژه سیبر، نلی برترام (کاترین تیت) برای راه‌اندازی فروشگاه‌های سیبر کمک کند. کتی همچنین به دلایل خاصی به این سفر آمد، او قصد اغوا کردن جیم را داشت که شکست خورد. رابرت پس از مدتی پروژه فروشگاه سیبر را تعطیل می‌کند. ارین تصمیم می‌گیرد که در فلوریدا باقی بماند و کمک حال یک زن مسن باشد. اندی به فلوریدا می‌رود تا ارین را قانع کند که برگردد و در غیاب اندی، نلی مقام مدیر شعبه‌ای اسکرانتون را از اندی می‌دزدد. رابرت به اندی می‌گوید که او به مقام فروشندگی برگشته است، اما اندی این موضوع را نپذیرفت و همین باعث اخراج شدن او شد. اندی، دیوید والاس، مدیرعامل پیشین داندر میفلین را راضی می‌کند که داندر میفلین را دوباره بخرد و باعث شد که سیبر کاملاً از دور خارج شود و اندی دوباره مدیر شعبه‌ای اسکرانتون شد.

### فصل نهم
فصل پایانی ۲۵ قسمت دارد.
اندی که از آموزش مدیری برگشته بود، به شخصیت متکبر اولیه خود بازمی‌گردد و برای ۳ ماه اداره و ارین را ترک می‌کند و پس از متلاشی شدن روابط والدینش همراه برادرش به یک سفر دریایی در کارائیب می‌رود. در غیبت اندی، ارین با خدمات مشتریان جدید، پیت آغاز به قرار گذاشتن می‌کند که همراه با خدمات مشتریان دیگر، کلارک، جایگزین کلی شدند که همراه با همسرش به اوهایو مهاجرت کردند. رایان همچنین به دلایل «نامربوطی» به اوهایو مهاجرت کرد. در همین حال، جیم یک فرصت شغلی بسیار مناسب در فیلادلفیا از طرف یک دوست دانشگاهی قدیمی در شرکت نوپایی به نام «اتلید» پیدا می‌کند. دریل هم همچنین به این شرکت می‌پیوندند، اما فاصله طولانی با اسکرانتون و زمان‌بر بودن آن روابط جیم و پم را مخدوش می‌کند. همسر انجلا، سناتور با اسکار یک رابطه مخفی دارد و انجلا از این موضوع بسیار شاکی است. او همچنین باید با دوایت، که مزرعه چغندر خانوادگی را به ارث برده‌است سر و کله بزند. دوایت پس از آنکه اندی شغلش را برای رسیدن به اهداف هنری خود رها می‌کند، مدیر شعبه اسکرانتون می‌شود. اندی که به دنبال اهداف هود رفته بود، آبروی خود را در یک مسابقه امریکن آیدل-مانند با خوانندگی آکاپلا می‌برد و به زودی تبدیل به یک میم اینترنتی می‌شود. دوایت بعدتر جیم را کمک مدیر شعبه می‌کند و به‌طور رسمی درگیری‌های این دو نفر از بین می‌رود.
پس از آشتی جیم و پم، جیم تصمیم می‌گیرد در اسکرانتون باقی بماند. دوایت عشقش به انجلا را اعتراف می‌کند و این دو پس از مدتی با هم ازدواج می‌کنند. در قسمت آخر مجموعه، که در داستان یک سال پس از به پایان رسیدن مستندسازی است، کارمندان برای عروسی دوایت و انجلا دوباره کنار هم جمع می‌شوند. در این عروسی، مایکل به عنوان ساقدوش دوایت به مجموعه بر می‌گردد. رایان و کلی با هم فرار می‌کنند، نلی در لهستان زندگی می‌کند و نوزادی که رایان رها کرد را به سرپرستی می‌گیرد، ارین با والدین خود ملاقات می‌کند، اندی در دانشگاه کرنل در یک شغل پذیرفته می‌شود، استنلی در فلوریدا دوران بازنشستگی خود را می‌گذراند، کوین و توبی هردو اخراج می‌شوند، و کوین بعدتر یک مغازه مشروب فروشی در شهر می‌خرد. توبی به نیویورک مهاجرت می‌کند تا یک نویسنده شناخته‌شده شود و اسکار برای مقام سنای پنسیلوانیا نامزد می‌شود. جیم و پم، همراه به دریل به آستین در تگزاس مهاجرت می‌کنند تا شعبه جدیدی از شرکت «اتلیپ» (اتلید پیشین) را باز کنند و کرید به خاطر جرایم زیادی که انجام داده بود دستگیر می‌شود.

## بازاریابی محصول

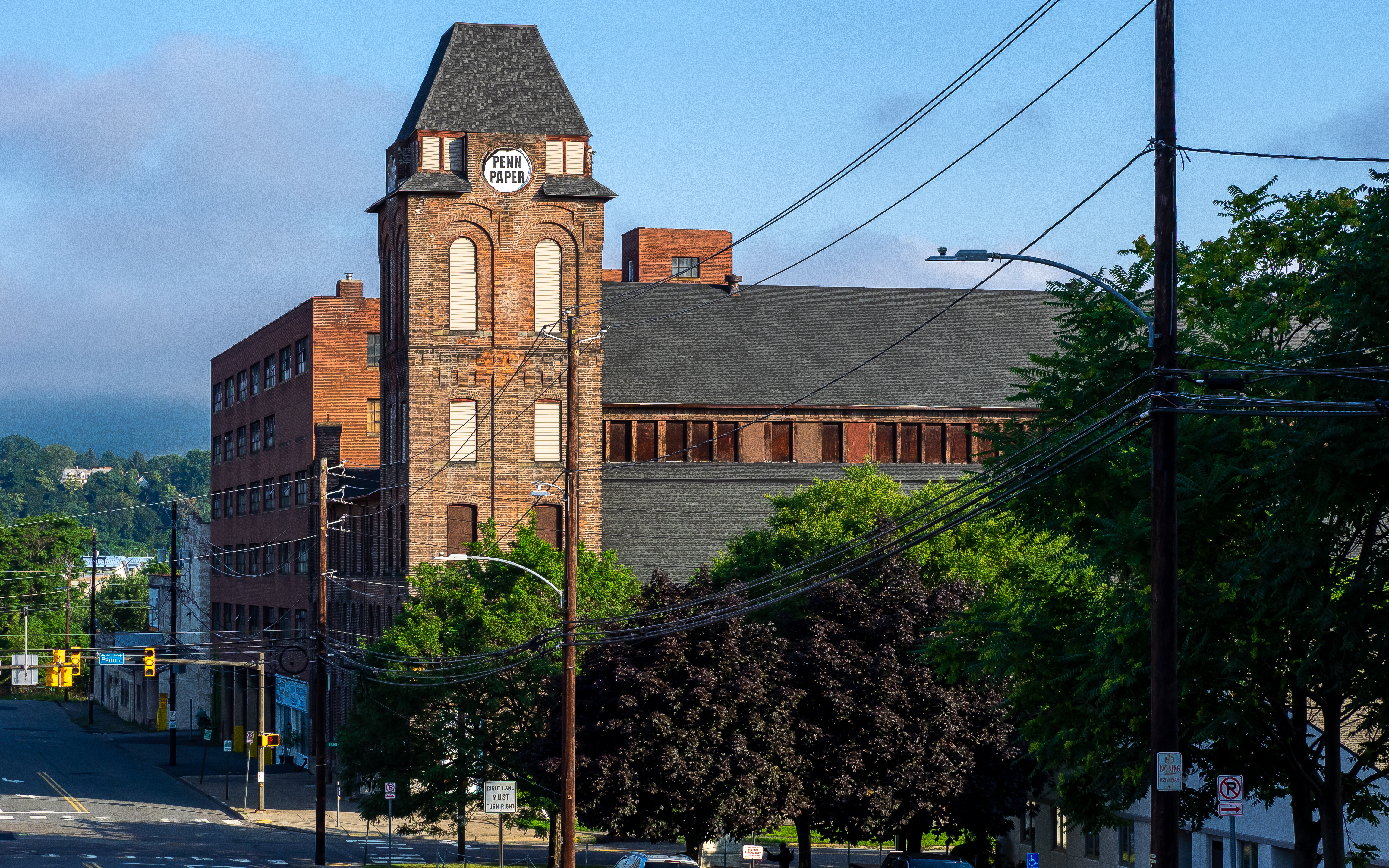
برج شرکت کاغذ و محصولات پنسیلوانیا که در تیتراژ نشان داده شده‌است.

مجموعه اداره با استیپلز و شرکت بسته‌بند المپی قرارداد بازاریابی محصول دارد. همچنین در برخی از دیالوگ‌ها یا صحنه‌ها به برندهایی مانند سندالز ریزوترز، اچ‌پی، اپل، گیتوی و مجموعه ندای وظیفه اثر اکتیویژن اشاره مستقیم شده‌است. در قسمت «ادغام»، کوین مالون از یک دستگاه کاغذ خرد کن برند استیپلز برای خرد کردن یک سی‌دی-آر برند استیپلز و چیزهای دیگری مانند یک سالاد استفاده کرد. همانند اچ‌پی، سیسکو سیستمز تأمین کننده تجهیزات شبکه و تلفن، هزینه گمارش محصول‌ها را پرداخت می‌کند که می‌توان آن را در عکس‌های نزدیک از تلفن‌های آی‌پی سیسکو مشاهده کرد. برخی از محصولات دارای برچسب‌های برندی تجاری افزوده‌شده هستند؛ به‌طور مثال در فصل ششم روی میز توبی یک پرینتر اچ‌پی بود که دارای برچسب بود و به‌طور کوچک‌تری در تلفن‌های سیسکو نیز از برچسب استفاده شده بود. در قسمت راز، مایکل جیم را به رستوران هوترس می‌برد تا با او دربارهٔ احساساتش با پم صحبت کند.
بسیاری از برندها و کالاهای قرار داده شده در مجموعه بخشی از قراردادها نیستند، بلکه توسط نویسندگان به عنوان کالایی که شخصیت‌ها برای ایجاد واقع‌گرایی تحت عنوان یک مستند استفاده می‌کنند، استفاده می‌شوند. از رستوران چیلیز برای فیلم‌برداری قسمت‌های «داندی‌ها» و «مشتری» استفاده شده بود، زیرا نویسندگان باور داشتند که این رستوران برای یک شام کسب و کاری و مهمانی شرکتی انتخاب واقعی‌ای بود. تولیدکنندگان این نمایش اگرچه صریحاً قصد گمارش محصولی نداشتند، اما باید پیش از فیلمبرداری از چیلیز اجازه نهایی را می‌گرفتند. همین باعث شد که صحنه‌ای از «داندی‌ها» به سرعت بازنویسی شود زیرا که این رستوران زنجیره‌ای به نسخهٔ اصلی اعتراض کرد. اپل بیش از ۴ دقیقه تبلیغات گرفت، که در قسمت «مهمانی کریسمس»، زمانی که همه دنبال گرفتن جایزه آی‌پاد بودند، ساخته و پخش شد. در فصل ۴ به وبگاه مشاور سفر اشاره شد و جیم و پم پس از اقامت در مزرعه تفریحی دوایت به آن امتیاز مثبت دادند. حضور داشتن زندگی دوم در قسمت «تبلیغ محلی» یکی از ده گمارش محصول برتر در سال ۲۰۰۷ شمارده شده‌است.

## بازخوردها و تأثیرات

### بررسی‌ها و انتقادات
پیش از پخش مجموعه، ریکی جرویز اظهار داشت که از طرف بینندگان یک احساس تردید خاص وجود داشت. فصل یکم اداره با بازخوردهای گوناگونی روبرو شد و برخی از منتقدان آن را با مجموعه کوتاه زوج‌بندی مقایسه کردند. اخبار روزانه نیویورک آن را «رقیق و شفاف اما دارای کمی آلودگی» و یواس‌ای تودی آن را «یک تقلید پذیرفتنی از نسخه بریتانیایی» توصیف کرد. وبگاه گاردین از نداشتن ابتکار و اصالت شدیداً انتقاد کرد و اظهار داشت که «به نظر می‌رسد که استیو کرل سخت تلاش می‌کند تا شخصیت خود را بسازد …، اما اکنون او یک تقلید کم‌رنگ است. شاید جلوتر که او از ساخته جرویز و مرچنت دورتر شود، شخصیت خود را بتواند تشکیل دهد.» تام شیلز ، منتقد واشینگتن پست اظهار داشت که فصل یکم این مجموعه مشمولِ «به هم ریختگی‌ای که مجموعه زوج‌بندی داشت، نیست اما کیفیت مجموعه اصلی باعث می‌شود بازسازی آن کم‌رنگ به نظر برسد، مانند زمانی که دستگاه کپی در شرف بیرون دادن است.»

«اداره یکی از بهترین گروه‌های بازیگری در تلویزیون را دارد. همچنین این مجموعه توانسته شخصیت‌های جذاب که می‌توان با آن‌ها ارتباط برقرار کرد ایجاد کند که همه این‌ها برای یک مجموعه کمدی با قسمت‌های نیم‌ساعته بسیار قابل توجه است.»

تراویس فیکت، منتقد آی‌جی‌ان در ژوئن سال ۲۰۰۷
از فصل دوم استقبال بیشتری شد و بسیاری آن را ستودند. جیمز پونیووزیک، منتقد مجله تایم دربارهٔ آن اظهار داشت که «گرگ دنیلز، تهیه‌کننده، یک تفسیر از نسخه بریتانیایی ایجاد کرد؛ نه یک کپی. این تفسیر به‌طور واضح کنوانسیون‌های کاری آمریکایی را با لحنی هجوآمیزتر و کمتر آزاردهنده به همراه دارد. رئیس تازه با رئیس پیشین تفاوت دارد و این به نظر من خوب است.» او پس از ناوبر فضایی گالاکتیکا آن را بهترین مجموعه تلویزیونی سال ۲۰۰۶ خواند. نویسنده انترتینمنت ویکلی، مارک هریس یک هفته پس از آن، اظهار داشت «با سپاس از استیو کرل و یک گروه بازیگری نیرومند و مستحکم و فیلمنامه‌ای که شرکت‌های آمریکایی پوچ را به خوبی به رخ کشید، این اقتباس کاری که تقریباً نشدنی بود را انجام داد و با توجه به شرایط خود، اثر ریکی جرویز را گرامی می‌دارد.» منتقد ای. وی. کلاب، نظرات خود را دربارهٔ پیشرفت این مجموعه چنین بیان کرد: «پس از یک آغاز سخت، اداره بی‌اندازه پیشرفت کرد و به سرعت به یکی از خنده‌دارترین مجموعه‌های تلویزیون تبدیل شد. انتخاب استیو کرل در نقشی که ریکی جرویز پیش از آن بازی کرده بود یک کار بسیار درست بود. اداره یک ناهنجاری عجیب دارد؛ از طرفی بازسازی یک مجموعه کلاسیک است که هویت خود را حفظ می‌کند و از طرفی برای خود هویت قوی‌ای می‌تراشد.»
این مجموعه در چندین فهرست برتر مجموعه‌های تلویزیونی قرار گرفته‌است؛ از جمله این که رتبه #۶۱ را در فهرست رتبه‌بندی انترتینمنت ویکلی به دست آورده‌است.  منتقد تایم، جیمز پونیووزیک آن را دومین مجموعه تلویزیونی برتر سال ۲۰۰۶، و ششمین مجموعه برتر سال ۲۰۰۷ که برگشت خوبی داشتند، خواند. او همچنین اداره را جزو «۱۰۰ تا از بهترین مجموعه‌های تلویزیونی تاریخ» قرار داد. این مجموعه توسط بادی‌تیوی بهترین مجموعه سال ۲۰۰۶ خوانده شده‌است. همچنین مجله پیست آن را بهترین مجموعه کمدی موقعیت سال ۲۰۱۰ معرفی کرده‌است. در سال ۲۰۱۳ انجمن نویسندگان آمریکا اداره را در رتبه #۶۶ در فهرست «۱۰۱ فیلمنامه تلویزیونی برتر» قرار داد. در سال ۲۰۱۶، مجله رولینگ استون، اداره را به فهرست ۱۰۰ مجموعه تلویزیونی برتر تاریخ افزود. در سال ۲۰۱۹، این مجموعه رتبه ۳۲ را در فهرست ۱۰۰ مجموعه برتر سده بیست و یکم توسط گاردین به دست آورد.
این مجموعه با سری کمیکی دیلبرت شباهت‌های بسیار زیادی دارد؛ هردو مجموعه داستان‌های کارمندان با بالاسری‌هایشان را شرح می‌دهند. جان اسپکتور، مدیرعامل هیئت کنفرانس، اظهار داشت که هردوی آن‌ها نشان می‌دهند که یک رهبر چه تأثیراتی می‌تواند داشته باشد. تهیه‌کننده دیلبرت، اسکات آدامز به شباهت‌های اداره و دیلبرت اشاره می‌کند و اظهار می‌دارد که: «درسی که می‌توانیم از دیلبرت و اداره بگیریم این است که مردم ناکارآمد هستند و هرکاری انجام بدهی این حقیقت تغییر نمی‌کند.» یک گروه کارگری آن را ستودند؛ چون در قسمت «دختران و پسران» اتحادشکنی را شفاف به نمایش کشید. متاکریتیک، یک وبگاه نقد، فقط فصل‌های یکم، سوم، ششم و فصل نهم (پایانی) را نمره‌دهی کرد؛ اما به همان فصل‌ها بازخوردهای خوبی داده بود و به ترتیب به آن‌ها نمره‌های ۶۱، ۸۵، ۷۸ و ۶۴ از ۱۰۰ را داد. بعدها متاکریتیک اداره را به عنوان سیزدهمین مجموعه اشاره شده در فهرست‌های برتر خواند.

«اداره هم‌اکنون یک سایه بی‌رنگ و بی‌روح از چیزی است که قبلاً یک شاهکار بود.»

—آلان سپینوال از هیت‌فیکس در سپتامبر ۲۰۱۱، در دوران پخش فصل هشتم.
از فصل‌های پایانی به علت کاهش کیفیت انتقاد شد. از فصل ششم به علت نبود داستان و وصلت میان شخصیت‌ها، به ویژه جیم و پم، انتقادهای شدیدی صورت گرفت. سازنده اداره، ریکی جرویز در وبگاه خود دربارهٔ قسمت «کمیته جستجو» و به ویژه حضور مهمانی وارن بافت اظهار داشت که: «اگر می‌خواهی یک ریسک کنی، یک ریسک بسیار بزرگ کن» و آن را به یک قسمت در مجموعه دیگر خود سیاهی‌لشکر که کریس مارتین به عنوان بازیگر مهمان حضور داشت مقایسه کرد. برخی از منتقدان باور داشتند که مجموعه باید پس از رفتن استیو کرل به پایان می‌رسید. در یک مصاحبه در ردیت، رین ویلسون اظهار داشت که او احساس می‌کند که فصل هشتم یک سری اشتباهات «خلاقانه» داشته‌است؛ مانند جدال میان جیمز اسپیدر و اد هلمز، که او آن را کمی «تاریک» توصیف کرد و باور داشت که مجموعه می‌توانست به سوی یک «رابطه روشن‌تر و دوستانه‌تری» برود. علی‌رغم این، چندین قسمت بودند که منتقدان آن را ستودند، مانند «نیاگارا»، «حراج وسایل خانه»، «خداحافظ، مایکل»، «کریسمس دوایت»، «ای.ای.آر. ام» و «پایان».
| فصل | درصد              | نمره       | انتقاد اجماعی |
| --- | ----------------- | ---------- | --- |
| ۱   | ۶۹٪ (از ۳۹ نقد)   | ۷٫۷۴ از ۱۰ | «اداره سریعاً در چند قسمت نخست خود را از دیگر محتویات سرچشمه آن جدا می‌پندارد و ثابت می‌کند که تمام بازسازی‌های آمریکایی از محصولات خارجی بد نیستند»                              |
| ۲   | ۱۰۰ ٪ (از ۱۳ نقد) | ۸٫۴۳ از ۱۰ | «اداره در فصل دوم خود به یک پیشرفت شیب‌دار می‌رسد و همچنین پویایی نسبتاً تلخ مجموعه را با شوخی‌ها بهتر می‌کند»                                                                     |
| ۳   | ۱۰۰٪ (از ۱۳ نقد)  | ۸٫۴۴ از ۱۰ | «اداره در فصل سوم پر سر و صدا و عاشقانه کاملاً موفق عمل می‌کند که به ژرفای مجموعه یک بهبود شخصیتی و داستانی پیدا می‌کند»                                                         |
| ۴   | ۸۳٪ (از ۱۲ نقد)   | ۷٫۷ از ۱۰  | «داندر میفلین به سختی در حال وفق دادن خود به اوضاع جهان است و رابطه جیم و پم که مشخص نیست چه نتیجه‌ای دارد ادامه میابد و این وسط، اداره همچنان یک الگوی برنده در حوضه خود است» |
| ۵   | ۱۰۰ ٪ (از ۱۶ نقد) | ۸٬۲۹ از ۱۰ | «اداره همچنان مانند یک دستگاه کپی فرسوده در فصل پنجم کار خوب خود را ادامه می‌دهد و داستان خود را میان خوشبختی و بدبختی شخصیت‌ها ثبات می‌دهد.»                                    |
| ۶   | ۷۳٪ (از ۱۵ نقد)   | ۷٬۳۱ از ۱۰ | «اداره به حفظ کیفیت خود همچنان در تغییرات زندگی شخصیت‌ها و اتفاقات روزمره شخصیت‌ها ادامه می‌دهد و در حال بازنویسی معیارهای مجموعه‌های کمدی در این سبک است.»                       |
| ۷   | ۸۳٪ (از ۲۴ نقد)   | ۷٬۸ از ۱۰  | «درحالی که این فصل تلاش می‌کند پاسخ دهد که داندر میفلین چگونه بدون عملکرد شگفت‌انگیز دوام خواهد آورد، مایکل اسکات اداره را صمیمانه ترک می‌کند.»                                  |
| ۸   | ۴۴٪ (از ۲۰ نقد)   | ۶٬۲۹ از ۱۰ | «اداره فصل هشتمش را در یک بحران هویتی می‌گذراند و شخصیت‌های زیادی می‌آیند و می‌روند. حداقل، رابرت کالیفرنیا دیگر نیست.»                                                           |
| ۹   | ۷۹٪ (از ۴۲ نقد)   | ۷٬۱۲ از ۱۰ | «فصل پایانی اداره به شکل خوبی بازمی‌گردد و میان شوخی‌ها و اتفاقات غمناک ثبات ایجاد می‌کند. این فصل به بینندگان یادآوری کرد چه چیزی این مجموعه را شاهکار کرده بود.»               |

### جوایز

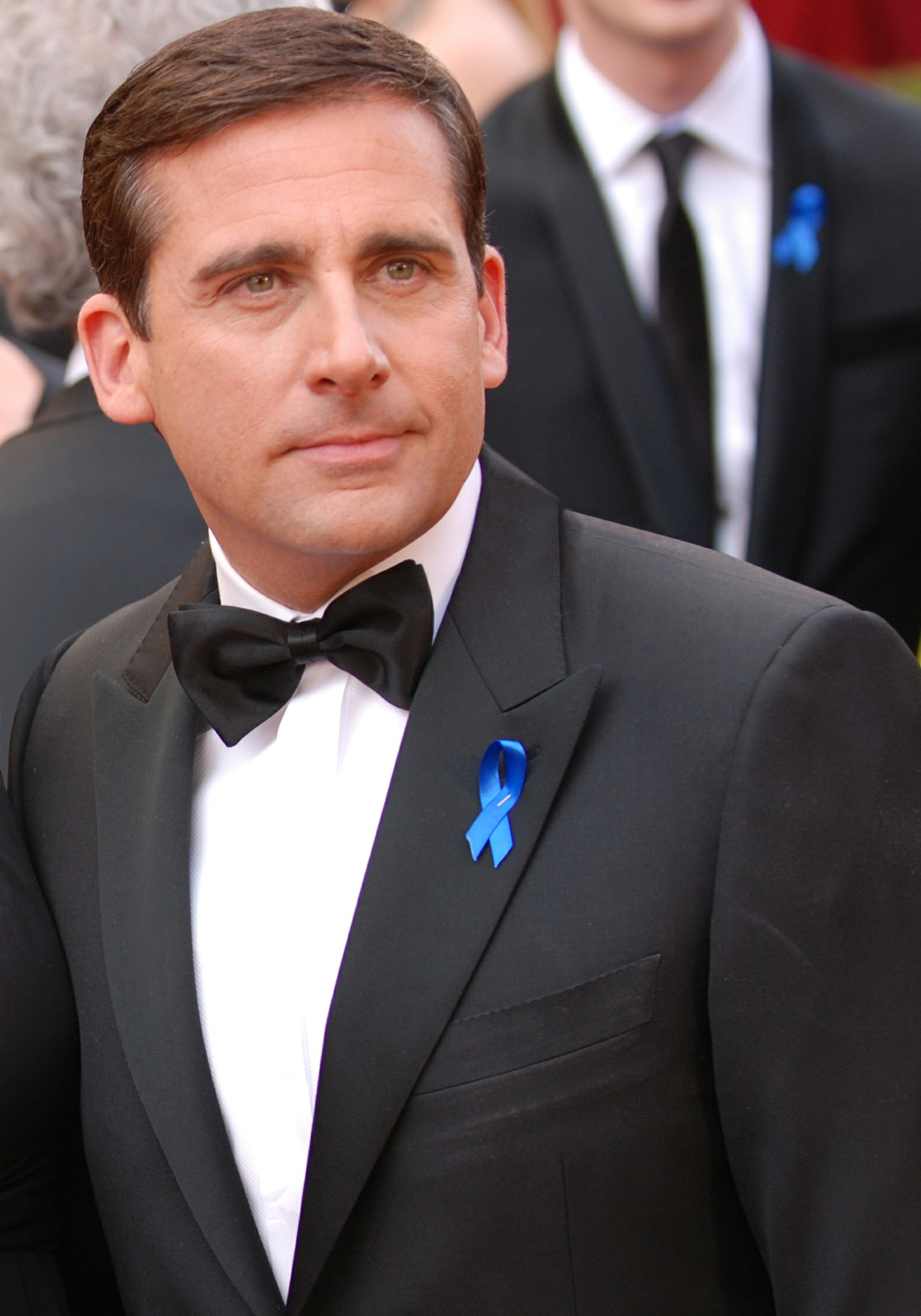
استیو کرل برای بازی کردن در نقش مایکل اسکات نامزد ۶ جایزه امی شده بود.

اداره برای ۴۲ جایزه امی ساعات پربیننده نامزد شد و ۵ جایزه کسب کرد. این مجموعه در فصل ۲ یک جایزه امی ساعات پربیننده برای مجموعه کمدی، یک جایزه امی ساعات پربیننده برای نویسندگی مجموعه کمدی (به خاطر نویسندگی گرگ دنیلز در «شکار جادوگر گی»)، یک جایزه امی ساعات پربیننده برای کارگردانی مجموعه کمدی (جفری بلیتز در «تسکین استرس») و یک جایزه امی ساعات پربیننده برای تدوین تک‌دوربینی مجموعه کمدی (دیوید راجرز و کلیر اسکانلون در «پایان») کسب کرده‌است. بسیاری از اعضای گروه بازیگری از اینکه استیو کرل یک جایزه امی برای نقش‌آفرینی در نقش مایکل اسکات نبرده‌است خشمگین شدند. با این وجود، استیو کرل جایزه گلدن گلوب برای بهترین بازیگر در یک مجموعه تلویزیونی – کمدی یا موزیکال را در سال ۲۰۰۶ برده‌است. این مجموعه توسط انستیتوی فیلم آمریکایی در سال‌های ۲۰۰۶ و ۲۰۰۸ بهترین مجموعه تلویزیونی نامیده شده‌است. این مجموعه همچنین دو جایزه انجمن بازیگران فیلم به خاطر جایزه انجمن بازیگران فیلم برای گروه بازیگر در یک مجموعه کمدی در سال‌های ۲۰۰۶ و ۲۰۰۷ و یک جایزه پیبادی در سال ۲۰۰۶ برده‌است.

### نمرات
این مجموعه نخستین بار پنجشنبه ۲۴ مارس ۲۰۰۵ از شبکه ان‌بی‌سی پس از پخش یک قسمت از کارآموز پخش شد و ۱۱٫۲ میلیون بیننده داشت. زمانی که ان‌بی‌سی زمان پخش مجموعه را از پنجشنبه به شب سه‌شنبه انتقال داد، مجموعه نزدیک به نیمی از بینندگانش را از دست داد و به ۵٬۹ میلیون بیننده رسید. میانگین بینندگان این مجموعه ۵٬۴ میلیون نفر بودند که آن را در فصل تلویزیونی آمریکایی ۲۰۰۴–۲۰۰۵ در رتبه ۱۰۲ قرار می‌داد. «دختر جذاب»، آخرین قسمت فصل در سنجش مخاطبان از ۱۰ نمره ۲٬۲ را گرفت. همچنین قسمت‌ها دوباره در سی‌ان‌بی‌سی پخش شدند.
همین که فصل دوم مجموعه آغاز شد، موفقیت استیو کرل در فیلم تابستانه باکره چهل‌ساله و فروش اینترنتی قسمت‌های مجموعه در آی‌تونز به پیشرفت مجموعه کمک کرد. افزایش بازدیدهای مجموعه باعث شد که ان‌بی‌سی در ژانویه ۲۰۰۶ آن را به «مجموعه‌هایی که باید در تلویزیون دید» در سه شنبه‌ها انتقال دهد. در فصل تلویزیونی ۲۰۰۵–۲۰۰۶ در کنار ۲۰/۲۰ رتبه ۶۷ را به دست آورد. این مجموعه در طول پخش خود بهترین مجموعهٔ تلویزیونی فیلمنامه‌دار ان‌بی‌سی شد. قسمتی که بیشترین نمرات را گرفته بود، تسکین استرس بود که ۲۲٬۹ میلیون بیننده داشت. اگرچه فصل‌های اخیر امتیاز کمتری گرفتند، مجموعه همچنان یکی از بالاترین رتبه‌ها را در بین مجموعه‌های ان‌بی‌سی داشت. در اکتبر ۲۰۱۱ برای هر سی ثانیه تبلیغات، این مجموعه ۱۷۸٬۸۴۰ دلار می‌گرفت، بیشتر از هر مجموعه دیگر در ان‌بی‌سی. قسمت پایانی سریال که در ۱۶ مه ۲۰۱۳ پخش شد، با داشتن ۵٫۷ میلیون بیننده مورد ستایش زیادی قرار گرفت.

#### رتبه‌بندی نیلسن
| فصل | اسلات زمان (ET)                                      | قسمت‌ها | نخستین پخش      | نخستین پخش         | آخرین پخش     | آخرین پخش          | فصل تلویزیونی | رتبه تماشاچیان | میانگین تماشاچیان (میلیون) | رتبه ۱۸–۴۹ | میانگین درجه‌بندی ۱۸–۴۹ |
| فصل | اسلات زمان (ET)                                      | قسمت‌ها | تاریخ           | تماشاچیان (میلیون) | تاریخ         | تماشاچیان (میلیون) | فصل تلویزیونی | رتبه تماشاچیان | میانگین تماشاچیان (میلیون) | رتبه ۱۸–۴۹ | میانگین درجه‌بندی ۱۸–۴۹ |
| --- | ---------------------------------------------------- | ------ | --------------- | ------------------ | ------------- | ------------------ | ------------- | -------------- | -------------------------- | ---------- | ---------------------- |
| ۱   | پنجشنبه ساعت ۹ ب. ظ (۱) سه شنبه ساعت ۹ ب. ظ (۲ تا ۶) | ۶      | ۲۴ مارس ۲۰۰۵    | ۱۱٬۲۰              | ۲۶ آوریل ۲۰۰۵ | ۴٬۸۰               | ۲۰۰۴–۲۰۰۵     | ۱۰۲            | ۵٬۴۰                       | ۸۲         | ۲٬۵۶ از ۶              |
| ۲   | سه شنبه ساعت ۹:۳۰ ب. ظ پنجشنبه ۹:۳۰ ب. ظ (۱۱ تا ۲۲)  | ۲۲     | ۲۰ سپتامبر ۲۰۰۵ | ۹٬۰۰               | ۱۱ مه ۲۰۰۶    | ۷٬۷۰               | ۲۰۰۵–۲۰۰۶     | ۶۷             | ۸٬۰                        | ۳۴         | ۴٬۰ از ۱۰              |
| ۳   | پنجشنبه ساعت ۸ ب. ظ                                  | ۲۵     | ۲۱ سپتامبر ۲۰۰۶ | ۹٬۱۰               | ۱۷ مه ۲۰۰۷    | ۷٬۹                | ۲۰۰۶–۲۰۰۷     | ۶۸             | ۸٬۳۰                       | ۲۸         | ۴٬۱ از ۱۱              |
| ۴   | پنجشنبه ساعت ۹ ب. ظ                                  | ۱۹     | ۲۷ سپتامبر ۲۰۰۷ | ۹٬۷۰               | ۱۵ مه ۲۰۰۸    | ۸٬۰۷               | ۲۰۰۷–۲۰۰۸     | ۷۷             | ۸٬۰۴                       | ۷۷         | ۲٬۸                    |
| ۵   | پنجشنبه ساعت ۹ ب. ظ                                  | ۲۸     | ۲۵ سپتامبر ۲۰۰۸ | ۹٬۲۰               | ۱۴ مه ۲۰۰۹    | ۶٬۷۲               | ۲۰۰۸–۲۰۰۹     | ۵۲             | ۹٬۰۴                       | ۵۲         | ۳٬۱                    |
| ۶   | پنجشنبه ساعت ۹ ب. ظ                                  | ۲۶     | ۱۷ سپتامبر ۲۰۰۹ | ۸٬۲۰               | ۲۰ مه ۲۰۱۰    | ۶٬۶۰               | ۲۰۰۹–۲۰۱۰     | ۴۱             | ۸٬۷۳                       | ۱۱         | ۴٬۵ از ۱۱              |
| ۷   | پنجشنبه ساعت ۹ ب. ظ                                  | ۲۶     | ۲۳ سپتامبر ۲۰۱۰ | ۸٬۴۰               | ۱۹ مه ۲۰۱۱    | ۷٬۲۹               | ۲۰۱۰–۲۰۱۱     | ۵۳             | ۷٬۷۳                       | ۱۱         | ۴٬۰ از ۱۰              |
| ۸   | پنجشنبه ساعت ۹ ب. ظ                                  | ۲۴     | ۲۲ سپتامبر ۲۰۱۱ | ۷٬۶۴               | ۱۰ مه ۲۰۱۲    | ۴٬۴۹               | ۲۰۱۱–۲۰۱۲     | ۷۸             | ۶٬۵۱                       | ۲۹         | ۳٬۴ از ۹               |
| ۹   | پنجشنبه ساعت ۹ ب. ظ                                  | ۲۵     | ۲۰ سپتامبر ۲۰۱۲ | ۴٬۲۸               | ۱۶ مه ۲۰۱۳    | ۵٬۶۹               | ۲۰۱۲–۲۰۱۳     | ۸۸             | ۵٬۰۶                       | ۴۱         | ۲٬۶ از ۷               |

### تأثیر فرهنگی

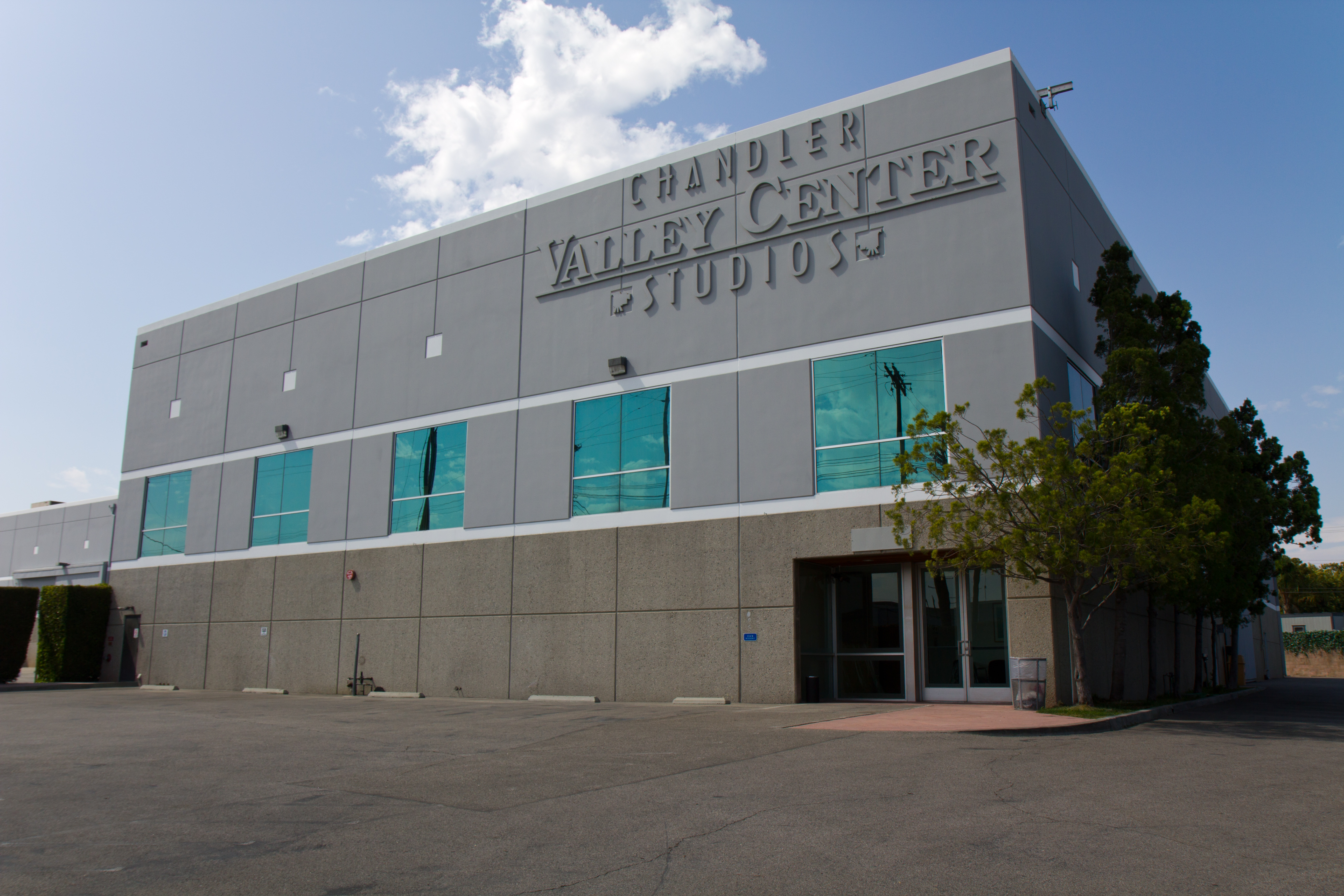
ساختمان شرکت داندر میفلین در مجموعه اداره. این ساختمان در واقع در محله پانوراما سیتی در لس آنجلس، کالیفرنیا قرار دارد.

شهر اسکرانتون، که برای مدت زمان زیادی به معدن‌کاری زغال‌سنگ مشهور بود و در حمل و نقل ریلی در ایالات متحده آمریکا نقش مهمی داشت، به خاطر این مجموعه دوباره شناخته شد. لوگوی شرکت داندر میفلین روبروی تالار شهر اسکرانتون و درون مرکز خرید استیم‌تاون ثبت شده‌است. شرکت کاغذ و محصولات پنسیلوانیا، که در تیتراژ ابتدایی مجموعه نشان داده می‌شود، لوگوی داندر میفلین را نیز به برج خود افزوده‌است. مطبوعات شمال‌شرقی ایالات متحده برای گردشگرانی که به دیدن مکان‌های اشاره شده در مجموعه علاقه‌مند هستند نیز راهنماهای سفر منتشر کردند. در خارج از ایالات متحده نیز اسکرانتون با این نمایش تلویزیونی شناخته می‌شود. در سال ۲۰۰۸ در دیکسون سیتی، در سخنرانی روز سنت پاتریک، برتی اهرن، تی‌شاخ (رئیس دولت) ایرلند در آن زمان، به اسکرانتون به عنوان خانه داندر میفلین اشاره کرد.
در اکتبر ۲۰۰۷ مراسم اداره در مرکز شهر اسکرانتون برگزار شد. از مکان‌ها و بناهای برجسته که برخی از آن‌ها زمینه افتتاحیه بودند می‌توان به دانشگاه اسکرانتون، هتل رادیسون لاکاوانا استیشن و مرکز خرید استیم‌تاون اشاره کرد. اعضای گروه بازیگری که در این افتتاحیه حضور داشتند، بی جی نواک، اد هلمز، اسکار نونز، آنجلا کینزی، برایان بومگارتنر، لسلی دیوید بیکر، میندی کالینگ، کریگ رابینسون، ملورا هاردین، فیلیس اسمیت، کرید برتن، کیت فلانری، بابی ری شیفر و اندی باکلی بودند. به جز بی جی نواک و میندی کالینگ، نویسندگانی که حضور داشتند شامل گرگ دنیلز، مایکل شور، جنیفر سلوتا، لی آیزنبرگ، جین استوپنیتسکی، جاستین اسپیتزر،آنتونی فلر، رایان کوه، لستر لوئیس و جان کسلر بودند. کسانی که در مراسم حضور نداشتند، پل لیبرشتاین، استیو کرل، جان کرازینسکی، جینا فیشر و رین ویلسون بودند.

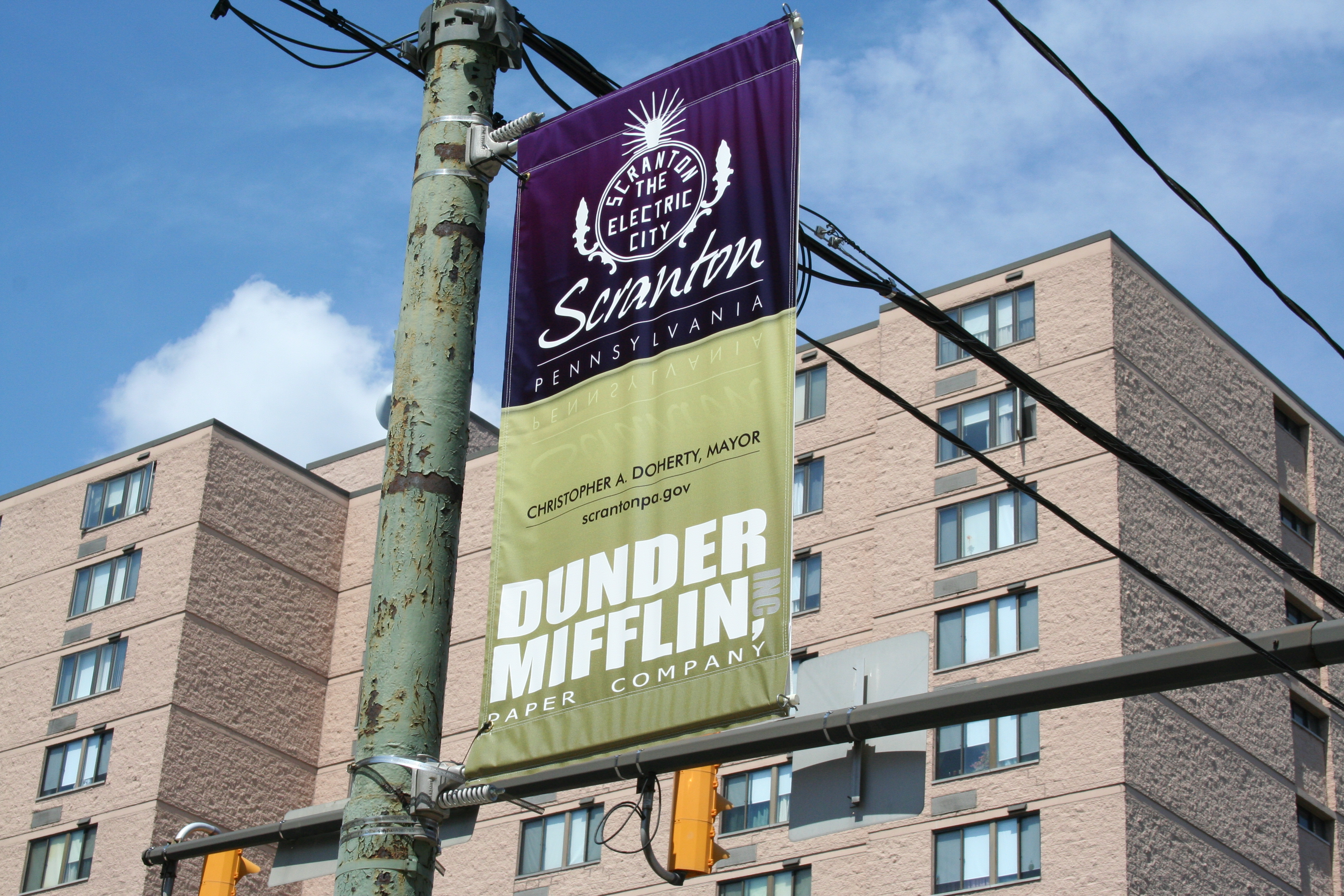
بنر داندر میفلین در تالار شهر اسکرانتون
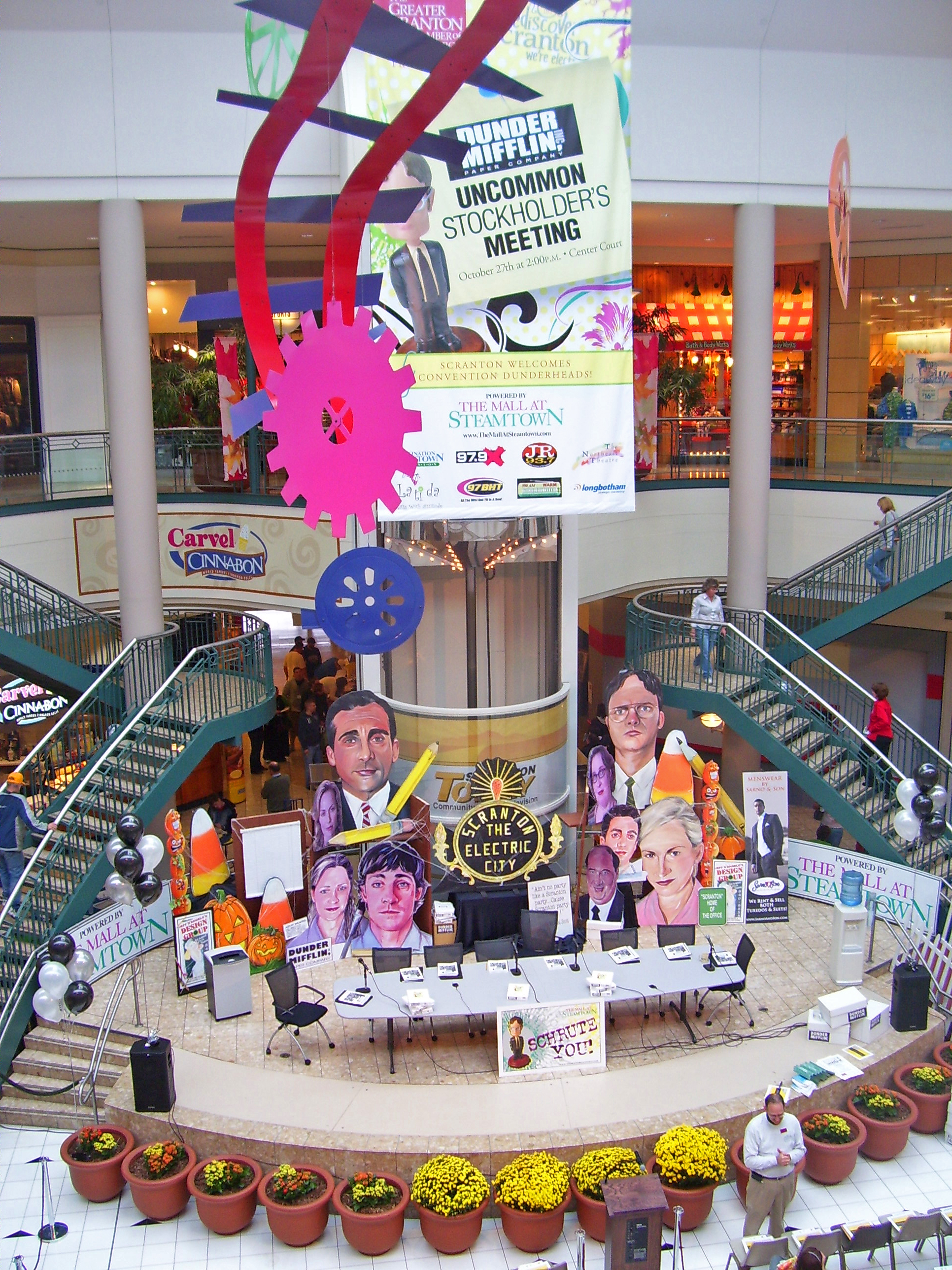
مرکز خرید استیم‌تاون در زمان افتتاحیه اداره
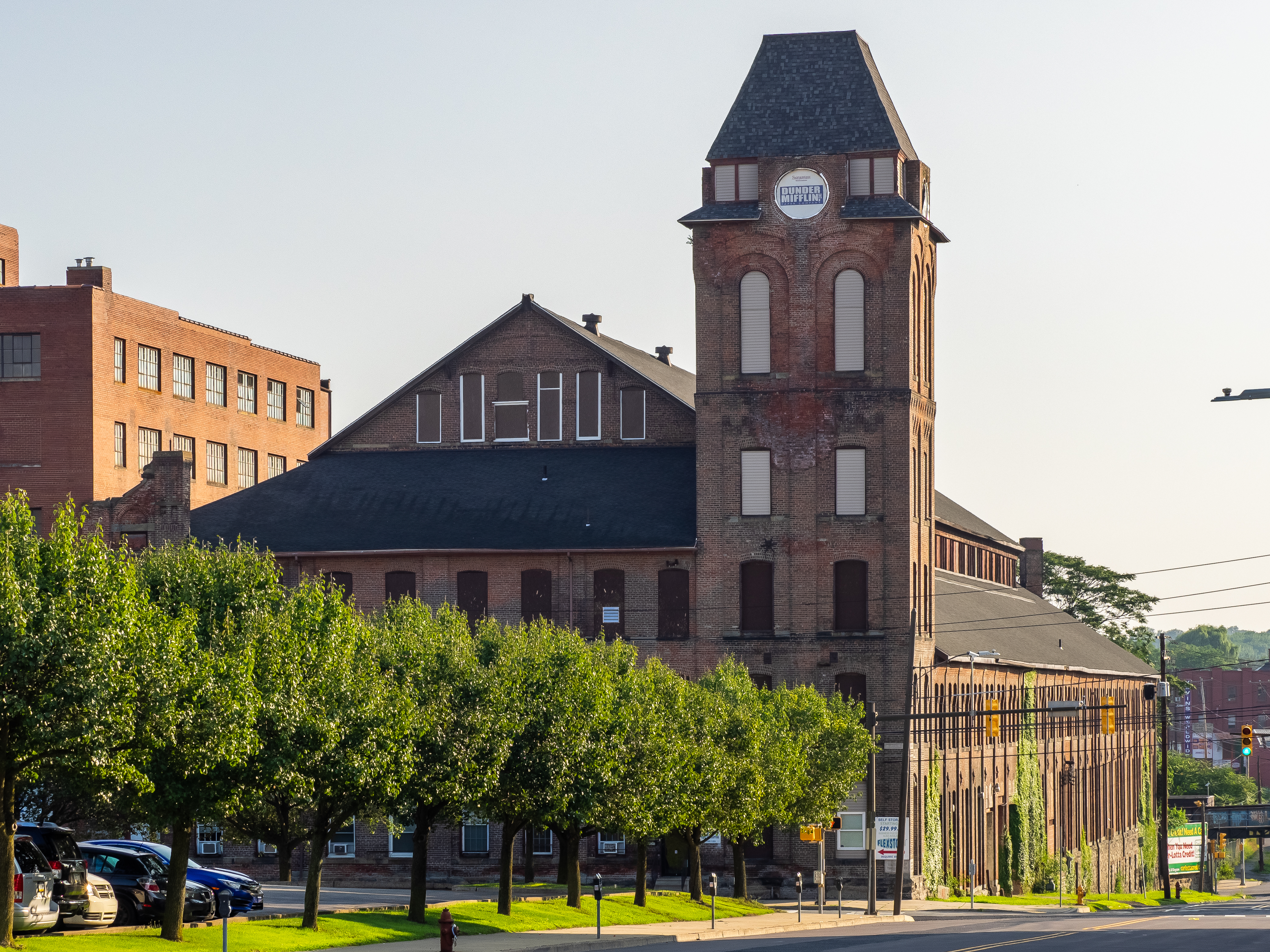
لوگوی داندر میفلین که به برج پن پیپر در اسکرانتون افزوده شده‌است.

در یک قسمت از نمایش روزانه، کاندیدای جمهوری‌خواه، جان مک‌کین، که طرفدار پر و پا قرص مجموعه است، برای شوخی به جان استوارت گفت که دوایت شروت را برای همکاری در انتخابات دعوت می‌کند. رین ویلسون بعدها در نمایش گفتگومحور امشب با جی لنو از طرف دوایت شروت پیشنهاد او را پذیرفت. پس از پخش قسمت «حراج وسایل منزل» که در آن مشخص شد مایکل اسکات قرار است به کلرادو نقل مکان کند، جان هیکنلوپر، فرماندار کلرادو با صدور یک بیانیه مطبوعاتی مایکل اسکات را به مقام مدیر توزیع کاغذ در اداره منابع طبیعی کلرادو منصوب کرد.

## پخش‌ها و دیگر رسانه‌ها

### ان‌بی‌سی
این مجموعه در شبکه ان‌بی‌سی از ۲۴ مارس سال ۲۰۰۵ تا ۱۶ مه ۲۰۱۳ پخش شد و ۹ فصل و ۲۰۱ قسمت داشت.

### عرضه اینترنتی
در سپتامبر سال ۲۰۰۵ قسمت‌هایی از اداره در آی‌تیونز استور قرار گرفت و جزو نخستین مجموعه‌های تلویزیونی بود که این کار را انجام داد. در سال ۲۰۰۶، ده وبیزود ویژه در وبگاه ان‌بی‌سی قرار گرفت. اداره همچنین در وبگاه آمازون پرایم ویدئو قرار گرفت. فروش قسمت‌ها در آی‌تونز در سال ۲۰۰۷ به علت درگیری اپل و ان‌بی‌سی به علت قیمت‌گذاری برای کوتاه مدت متوقف شد. در ۹ سپتامبر ۲۰۰۸ قسمت‌های اداره دوباره در فروشگاه آی‌تونز با کیفیت‌های اچ‌دی و اس‌دی قرار گرفت.
نتفلیکس نیز این مجموعه تلویزیونی را برای مشترکان خود قرار داد؛ این راه از اجاره دی‌وی‌دی راحت‌تر بود. این مجموعه به زودی یکی از پرطرفدارترین مجموعه‌ها در نتفلیکس شد. اداره در ۳۱ سپتامبر ۲۰۲۰ به علت این که ان‌بی‌سی سرویس اشتراکی خود، پیکاک را راه انداخت نتفلیکس را ترک کرد. ان‌بی‌سی همچنین صحنه‌های حذف شده هرگز دیده نشده را در پیکاک قرار داد. دو فصل نخست اداره رایگان بودند، اما از فصل ۳ تا ۹ نیازمند خرید اشتراک پیکاک بود.
زمانی که این مجموعه در مراحل ساخت بود، به دلیل تأخیر در تماشای آن مورد توجه قرار گرفت. پس از پخش قسمت یکم فصل چهارم که تخمین زده می‌شود ۹٬۷ میلیون بازدید داشته‌است، ۲٬۷ میلیون یا ۲۰٪ از آن‌ها آن در اینترنت پخش شده‌است. به گفته نیویورک تایمز، «اداره در لبه اصلی یک تغییر شدید در مشاهده تلویزیون است که تصور می‌شد سال‌ها با آن فاصله داشته باشیم، تماشای قسمت‌های تلویزیونی بر روی صفحه رایانه هم‌اکنون یک فعالیت مشترک برای میلیونها مخاطب است». محققان ان‌بی‌سی دربارهٔ آن اظهار داشتند که این مورد خصوصاً در بینندگان آنلاین بسیار محبوب بود، زیرا به عنوان یک مجموعه سیتکام قسمت‌محور و بدون جلوه‌های ویژه، مشاهده آن بر روی مانیتورهای کوچک‌تر مانند لپ تاپ و آی‌پاد آسان بود. میان آن‌ها که از دستگاه ضبط تصویر دیجیتال و آن‌ها که آنلاین تماشا کردند، ۲۰ تا ۲۵ درصدشان آن را پس از زمان‌بندی تماشا کردند.
موفقیت مجموعه در اینترنت در زمان اعتصاب ۲۰۰۷–۲۰۰۸ نویسندگان آمریکایی به یک مشکل تبدیل شد. دنیلز و دیگر گروه نویسندگان مجموعه کمی پس از آن در یوتیوب یک ویدئو منتشر کردند و به این نکته اشاره کردند که از تماشای آنلاین و دی‌وی‌دی چه مقدار پول اندکی دریافت کرده‌اند. مایکل شور، در آن ویدئو اظهار داشت: «شما هم‌اکنون در حال مشاهده این ویدئو از اینترنت هستید، چیزی که به ما صفر دلار پول می‌دهد» و «ما قرار است برای هر دو تریلیون دانلود ۱۱ سنت دریافت کنیم». نویسندگان به‌طور ویژه برای اینکه در وبیزود «حسابداران» برای جایزه امی روزانه علی‌رغم تبلیغات ان‌بی‌سی نامزد نشدند گله‌مند بودند.

### پخش‌های دیگر
به جز ان‌بی‌سی، اداره در ایالات متحده آمریکا از شبکه‌های دیگری نیز پخش می‌شد. قبلاً این مجموعه برروی تی‌بی‌اس و رادیوهای محلی پخش می‌شد. در ۱۳ دسامبر ۲۰۱۷ کمدی سنترال اعلام کرد که در یک توافق غیررسمی با ان‌بی‌سی یونیورسال تمامی نه فصل مجموعه را گرفتند و برخی از قسمت‌ها در وبگاه و اپ موبایل کمدی سنترال رایگان هستند. پخش دوباره اداره در کمدی سنترال از ۱۵ ژانویه ۲۰۱۸ آغاز شد. قرار داد میان ویاکام (شرکت مادر کمدی سنترال) و ان‌بی‌سی یونیورسال تا سال ۲۰۲۱ تمدید شد. این سریال تا سال ۲۰۲۵ به‌طور غیر انحصاری در شبکه‌های رسانه‌ای ویاکام پخش خواهد شد. پس از آن مجموعه آغاز به پخش از شبکه‌های کوزی تیوی و نیک ات نایت در ۱ ژانویه ۲۰۱۹ نیز کرد، و پس از مدتی در پارامونت نتورک نیز آغاز به پخش کرد، اما از ۵ مه به بعد نیک ات نایت دیگر این مجموعه را پخش نکرد. در بریتانیا، در مجلات فهرستی این مجموعه به عنوان اداره: یک محل کار آمریکایی نام‌گذاری شده بود و گاهی از آی‌تی‌وی۲ پخش می‌شد.

### محصولات جانبی تبلیغاتی
موفقیت این مجموعه، قلمرو آن را به بیرون از تلویزیون گسترش داد. شخصیت‌های داستان در محصولات جانبی و تبلیغاتی مربوط به ان‌بی‌سی حضور پیدا کردند. در ۲۸ نوامبر ۲۰۰۷، مومبوجومبو یک بازی ویدئویی به نام اداره را تحت لایسنس ان‌بی‌سی منتشر کرد. در سال ۲۰۰۹، سرنخ به شکل اداره و همچنین یک نسخه از بازی مونوپولی در سال ۲۰۱۰ منتشر شد. همچنین دیگر محصولات، مانند تی‌شرت و سرحبابی دوایت شروت و کاغذ کپی با برند داندر میفلین هم برای طرفداران مجموعه عرضه شد. داندر میفلین دو وبگاه داشت، که گروه بازیگری به عنوان شخصیت‌ها و هم در شخصیت واقعیشان این وبگاه‌ها را می‌گرداندند.

### وبگاه
چندین نفر از اعضای گروه بازیگری در مای‌اسپیس برای خود وبگاه داشتند؛ مانند جینا فیشر، آنجلا کینزی و برایان بومگارتنر که در طول پخش مجموعه در آنجا فعال بودند. رین ویلسون از طرف شخصیت خود، دوایت شروت در وبگاه ان‌بی‌سی می‌نوشت و نام آن را «شروت‌اسپیس» گذاشته بود و به مرور زمان آن را به روز می‌کرد؛ هرچند که پس از مدتی متوقف شد. این موضوع که آیا کرید برتن وبگاه شخصیت خود، «تفکرات کرید» را می‌نوشته نامشخص است. این وبگاه به شخصیت‌پردازی او بسیار کمک کرد.

### پادکست
در ۱۱ سپتامبر ۲۰۱۹، جینا فیشر و آنجلا کینزی پادکست خود به نام بانوان اداره را معرفی کردند. در این پادکست جینا فیشر و آنجلا کینزی قسمت‌های ادارهرا به‌ترتیب مشاهده می‌کنند و دربارهٔ آن و پشت صحنه‌های آن قسمت گفتگو می‌کنند و به پرسش‌های هواداران پاسخ می‌دهند. قسمت یکم این پادکست در ۱۶ اکتبر ۲۰۱۹ در ایروولف پخش شد و انتشار قسمت‌های جدید آن به‌طور هفتگی صورت می‌گرفت. آن‌ها از دسامبر ۲۰۱۹ فصل دوم، از مه ۲۰۲۰ فصل سوم، از دسامبر ۲۰۲۰ فصل چهارم و  از مه ۲۰۲۱ تاکنون فصل پنجم را مرور کرده‌اند. موسیقی پس‌زمینه پادکست، «درخت کائوچو» را کرید برتن اجرا کرده‌است. آن‌ها برخی اوقات مهمانانی که معمولاً بازیگران یا تهیه‌کنندگان و نویسندگان هستند را به قسمت‌های پادکست دعوت می‌کنند. این پادکست جوایزی نیز دریافت کرده‌است؛ مانند «جوایز دیسکاورد پادز» در رده‌بندی «بهترین پادکست تلویزیون یا سینما» در نوامبر ۲۰۱۹  و جایزه پادکست سال توسط رادیو آی‌هارت در ژانویه ۲۰۲۱.
در فوریه ۲۰۲۱، برایان بومگارتنر پادکستی به نام تاریخ شفاهی اداره را آغاز کرد که انحصاراً از سرویس اسپاتیفای استفاده می‌کرد و ۱۲ قسمت داشت. او در این پادکست، با دیگر بازیگران، نویسندگان و کسانی که در مجموعه کار کردند مصاحبه کرد و داستان‌هایی از پشت صحنه را به اشتراک گذاشت. موسیقی پس‌زمینه این پادکست، «حباب و ترکیدن» را کرید برتن نواخته‌است.

### رسانه خانگی
رسانه خانگی یونیورسال پیکچرز در ۱۰ نوامبر ۲۰۲۰ کلیه قسمت‌های مجموعه تلویزیونی اداره را برروی دیسک بلوری منتشر کرد.
| فصل        | روز عرضه منطقه ۱ | روز عرضه منطقه ۲ | روز عرضه منطقه ۴                                  | تعداد قسمت‌ها | سی‌دی‌ها | ویژگی‌های اضافی |
| ---------- | ---------------- | ---------------- | ------------------------------------------------- | ------------ | ------ | --- |
| ۱          | ۱۶ اوت ۲۰۰۵      | ۱۰ آوریل ۲۰۰۶    | ۱۶ اوت ۲۰۰۶                                       | ۶            | ۱      | صحنه‌های حذف‌شده از تمامی قسمت‌ها و مصاحبه با گروه بازیگران. |
| ۲          | ۱۲ سپتامبر ۲۰۰۶  | ۲۸ ژانویه ۲۰۰۸   | ۴ آوریل ۲۰۰۷                                      | ۲۲           | ۴      | صحنه‌های حذف‌شده از تمامی قسمت‌ها، مصاحبه با گروه بازیگران و نویسندگان، وبیزودهای «حسابداران» ویدئوی قسمت «روز ولنتاین»، خرابکاری‌های پشت صحنه ۱۷ پیغام اعلان خدمات عمومی ساختگی، تبلیغات المپیک |
| ۳          | ۴ سپتامبر ۲۰۰۷   | ۲۱ ژوئیه ۲۰۰۸    | ۲۸ اوت ۲۰۰۸ (بخش اول) ۲۲ آوریل ۲۰۰۹ (بخش دوم)     | ۲۵           | ۴      | صحنه‌های حذف‌شده، مصاحبه با گروه بازیگران و نویسندگان «کوین در اداره چیزهای مختلف درست می‌کند»، دیگر موارد شامل پیش‌نمایش پخش زمان اصلی، پروموهای توبی وادپاروند، موزیک ویدئوی دوایت شروت، مصاحبه با جاس ویدون، خرابکاری‌های پشت صحنه، ویدئوی قسمت «ادغام» و گلچینی از پنجاه و هشتمین مراسم امی. نسخه ویژه‌ای از تارگت همچنین حاوی تصاویری از جشنواره موزه تلویزیون و فیلمنامه است. |
| ۴          | ۲ سپتامبر ۲۰۰۸   | ۱۴ ژوئن ۲۰۱۰     | ۲ سپتامبر ۲۰۰۹ (بخش اول) ۲ سپتامبر ۲۰۰۹ (بخش دوم) | ۱۹           | ۴      | صحنه‌های حذف‌شده، فوتیج زندگی دوم، دعوت به افتتاحیه اداره. پنل بازیگران، موزیک ویدئوی «خداحافظ، توبی» و مصاحبه با گروه بازیگری و نویسندگان دربارهٔ قسمت انتخابی خودشان. |
| ۵          | ۸ سپتامبر ۲۰۰۹   | ۷ فوریه ۲۰۱۱     | ۲۹ سپتامبر ۲۰۱۰ (بخش اول) ۲ مارس ۲۰۱۱ (بخش دوم)   | ۲۸           | ۵      | صحنه‌های حذف‌شده، فیلم‌برداری‌ها، پشت صحنه و دو وبیزود. |
| ۶          | ۷ سپتامبر ۲۰۱۰   | ۳۱ ژانویه ۲۰۱۲   | ۴ اوت ۲۰۱۱ (بخش اول) ۹ نوامبر ۲۰۱۱ (بخش دوم)      | ۲۶           | ۵      | صحنه‌های حذف‌شده، فیلم‌برداری‌ها، پشت‌صحنه، دو قسمت گسترش یافته، یک قسمت کوتاه و ویدیوی «به سیبر خوش آمدید». |
| افزوده شده | ۱۶ نوامبر ۲۰۱۰   | N/A              | N/A                                               | N/A          | ۱      | وبیزودها، مستند جنسیت طریف با میندی کالینگ و بی جی نواک و الی کمپر. مصاحبه با کرید برتن، موزیک ویدئوی جنسیت ظریف، موزیک ویدئوی دوایت شروت، تبلیغات داندر میفلین توسط مایکل اسکات و اعلانات خدمات عمومی ساختگی |
| ۷          | ۶ سپتامبر ۲۰۱۱   | ۳ سپتامبر ۲۰۱۲   | ۲۲ اوت ۲۰۱۲ (بخش اول) ۷ نوامبر ۲۰۱۲ (بخش دوم)     | ۲۶           | ۵      | صحنه‌های حذف‌شده، خرابکاری‌های پشت‌صحنه، وبیزودها و مصاحبه با بازیگران دربارهٔ پنج قسمت انتخابی، نسخه‌های گسترش‌یافته قسمت‌های «روز تمرین» و «کمیته جستجو» و فیلم ساخته مایکل اسکات. |
| ۸          | ۴ سپتامبر ۲۰۱۲   | ۷ آوریل ۲۰۱۴     | ۱۳ فوریه ۲۰۱۳ (بخش اول) ۸ اوت ۲۰۱۳ (بخش دوم)      | ۲۴           | ۵      | صحنه‌های حذف شده، خرابکاری‌های پشت‌صحنه، وبیزودها و نسخه‌های گسترش‌یافته «اندی عصبانی» و «جمع‌آوری کمک مالی» |
| ۹          | ۳ سپتامبر ۲۰۱۳   | ۱۵ سپتامبر ۲۰۱۴  | ۱۳ فوریه ۲۰۱۴(یخش اول) ۱۹ ژوئن ۲۰۱۴ (بخش دوم)     | ۲۵           | ۵      | صحنه‌های حذف‌شده، خرابکاری پشت صحنه و فیلم‌های تست دادن بازیگران. |

## مجموعه‌های فرعی پیشنهادی
در سال ۲۰۰۸ یک مجموعه فرعی برای مجموعه پیشنهاد شده بود و انتظار می‌رفت که کار خود را سال ۲۰۰۹ آغاز کند، اما تیم توسعه اداره تصمیم گرفتند که آن را تبدیل به یک مجموعه جدا بکنند که بعداً پارک‌ها و تفریحات شد. ایده نویسندگان این بود که یک دستگاه کپی در اداره خراب می‌شود و برای تعمیر به شهر خیالی پاونی در مجموعه پارک‌ها و تفریحات فرستاده می‌شود. این ایده بعدتر با جدا کردن مجموعه پارک‌ها و تفریحات از اداره فراموش شد. همچنین بازیگر اداره، رشیدا جونز در هردو مجموعه و مجموعه فرعی احتمالی بازی می‌کرد که ممکن بود دردسرساز شود.
یک مجموعه فرعی پیشنهادی دیگر در سال ۲۰۱۲ به نام مزرعه بود که قرار بود داستان دوایت شروت را روایت کند و دربارهٔ زندگی او در مزرعه‌اش باشد. اما در اکتبر ۲۰۱۲ ان‌بی‌سی تصمیم گرفت که آن را ادامه ندهد. یک قسمت آزمایشی برای این مجموعه فرعی ساخته شده بود اما بعدها در قسمت «مزرعه» در فصل نهم اداره ادغام شد.
در ژوئیه سال ۲۰۲۰، لسلی دیوید بیکر یک نظرخواهی کیک‌استارتر برای ساخت قسمت آزمایشی عمو استن راه‌اندازی کرد. این مجموعه فرعی پیشنهادی داستان یک حسابدار به نام استنلی هادسون را روایت می‌کند که هم‌اکنون در آرامش زندگی می‌کند.

## بازسازی

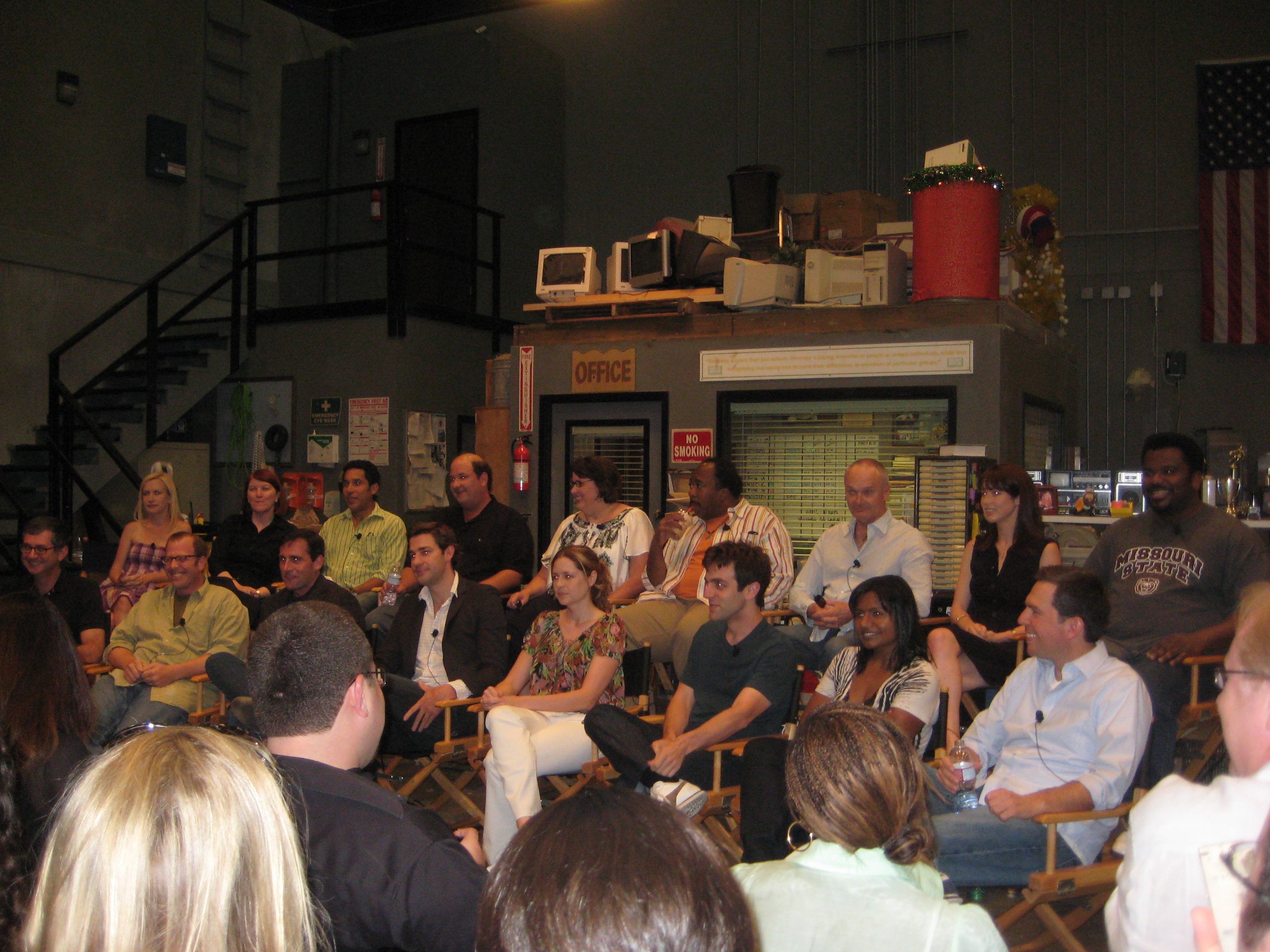
عوامل مجموعه تلویزیونی کمدی موقعیت اداره

در سپتامبر سال ۲۰۱۹ با معرفی سرویس اشتراکی تازه ان‌بی‌سی یونیورسال، پیکاک، بانی همر مدیر عامل امور مشتریان اظهار داشت که «این امید و خواسته من است که یک بازسازی از مجموعه اداره داشته باشیم». در مارس ۲۰۲۰ شورانر پیشین گرگ دنیلز اظهارات خود دربارهٔ بازسازی اداره بیان کرد و به نظر او ساخت یک بازسازی از این مجموعه غیرممکن است، و جلوتر در همان سال مدیرعامل محتوایی پیشین ان‌بی‌سی بیل مک‌گلدریک اظهار داشت که «یک بازسازی به ویژه برای پیکاک نخواهد آمد».
در ۲۶ فوریه ۲۰۱۹، جان کرازینسکی ابراز امیدواری کرد که بازیگران اداره بتوانند در یک مهمانی ویژه دوباره کنار هم بیایند و او همچنین بر اهمیت این مجموعه در کارنامه هنری خود تأکید کرد.

## برای مطالعهٔ بیشتر
- Griffin, Jeffrey. "The Americanization of The Office: A Comparison of the Offbeat NBC Sitcom and its British Predecessor. ” Journal of Popular Film and Television 35 (2008): 154–16.
- Schwind, Kai Hanno. "Chilled-out Entertainers: Multi-layered Sitcom Performances in the British and American Version of The Office." Comedy Studies 5.1 (2014): 20–32.